# Éric Zemmour
Pour les articles homonymes, voir Zemmour.
Éric Zemmour , né le 31 août 1958 à Montreuil, est un journaliste, écrivain, essayiste, éditorialiste, chroniqueur, polémiste et homme politique français d'extrême droite.
Diplômé de l'Institut d'études politiques de Paris, il commence une carrière dans la presse écrite en travaillant au Quotidien de Paris de 1986 à 1994. Il rejoint en 1996 le service politique du Figaro, où il reste jusqu'en 2009 et revient en 2013, tout en écrivant des chroniques au Figaro Magazine jusqu'en 2021.
Sa notoriété s'accroît grâce à la radio et la télévision : il intervient dans Ça se dispute sur I-Télé de 2003 à 2014, dans On n'est pas couché sur France 2 de 2006 à 2011, sur RTL de 2010 à 2016, Zemmour et Naulleau sur Paris Première de 2011 à 2022 et sur CNews dans Face à l'info de 2019 à 2021. En outre, ses essais rencontrent d'importants succès de librairie et suscitent des polémiques.
Fréquemment poursuivi en justice pour ses déclarations controversées, il est condamné notamment pour des provocations au racisme, à la haine envers les musulmans, incitation à la haine et injure raciste.
En novembre 2021, il annonce sa candidature à l'élection présidentielle de 2022 et fonde dans la foulée le parti politique Reconquête afin de créer une union des droites autour de thèmes identitaires et nationalistes. Il arrive en quatrième position lors du premier tour de l’élection avec 7,07 % des suffrages exprimés. Il échoue ensuite à se faire élire député dans la quatrième circonscription du Var en étant éliminé dès le premier tour, tout comme l'ensemble des candidats de son parti.

## Situation personnelle

### Naissance et famille
Né à Montreuil (département de la Seine, aujourd'hui en Seine-Saint-Denis) le 31 août 1958, Éric Justin Léon Zemmour est issu d'une famille populaire de Berbères juifs d'Algérie originaire de Sétif dans l'ancien département de Constantine, arrivée en France métropolitaine en 1952,. Ayant reçu la nationalité française en 1870 après le décret Crémieux, elle en est déchue par le régime de Vichy pendant la Seconde Guerre mondiale. À leur arrivée en banlieue parisienne, ses grands-parents paternels, Liaou et Messouka, adoptent les prénoms Justin et Rachel, et sa grand-mère maternelle, Ourida, privilégie Claire, son second prénom, alors que son mari s'appelle Léon,.
D'après l'historien Benjamin Stora, Éric Zemmour est « juif arabe » mais préfère se présenter comme « juif berbère »,. Selon Mohammed Ibn Najiallah dans son livre Les Fables d'Éric Zemmour : autopsie d'un sophiste, la famille de Zemmour est en réalité d'origine séfarade, avec des ancêtres probablement venus de la péninsule Ibérique, plus précisément de la région de Zamora en Espagne.
Mariés à Sétif, ses parents quittent l'Algérie française en 1952 avec leurs propres parents et leurs fratries. Dans cette famille juive séfarade, le patriotisme est une valeur cardinale et la question de l'identité est centrale, raconte le journaliste Étienne Girard dans son livre-enquête Le Radicalisé. Son père, Roger Zemmour (1932-2013), est préparateur en pharmacie, puis directeur d'une société d'ambulances ; sa mère, Lucette Lévy (1936-2010), est femme au foyer,,. Son père étant souvent absent, il est principalement élevé par sa mère et sa grand-mère maternelle.
Élevé dans le judaïsme, il connaîtrait l'hébreu. Dans la sphère privée, il suit les prescriptions de la Halakha et fréquente la synagogue, au moins jusqu'à la mort de son père en 2013 ; il déclare que son prénom dans la sphère confessionnelle est « Moïse »,,.

### Formation

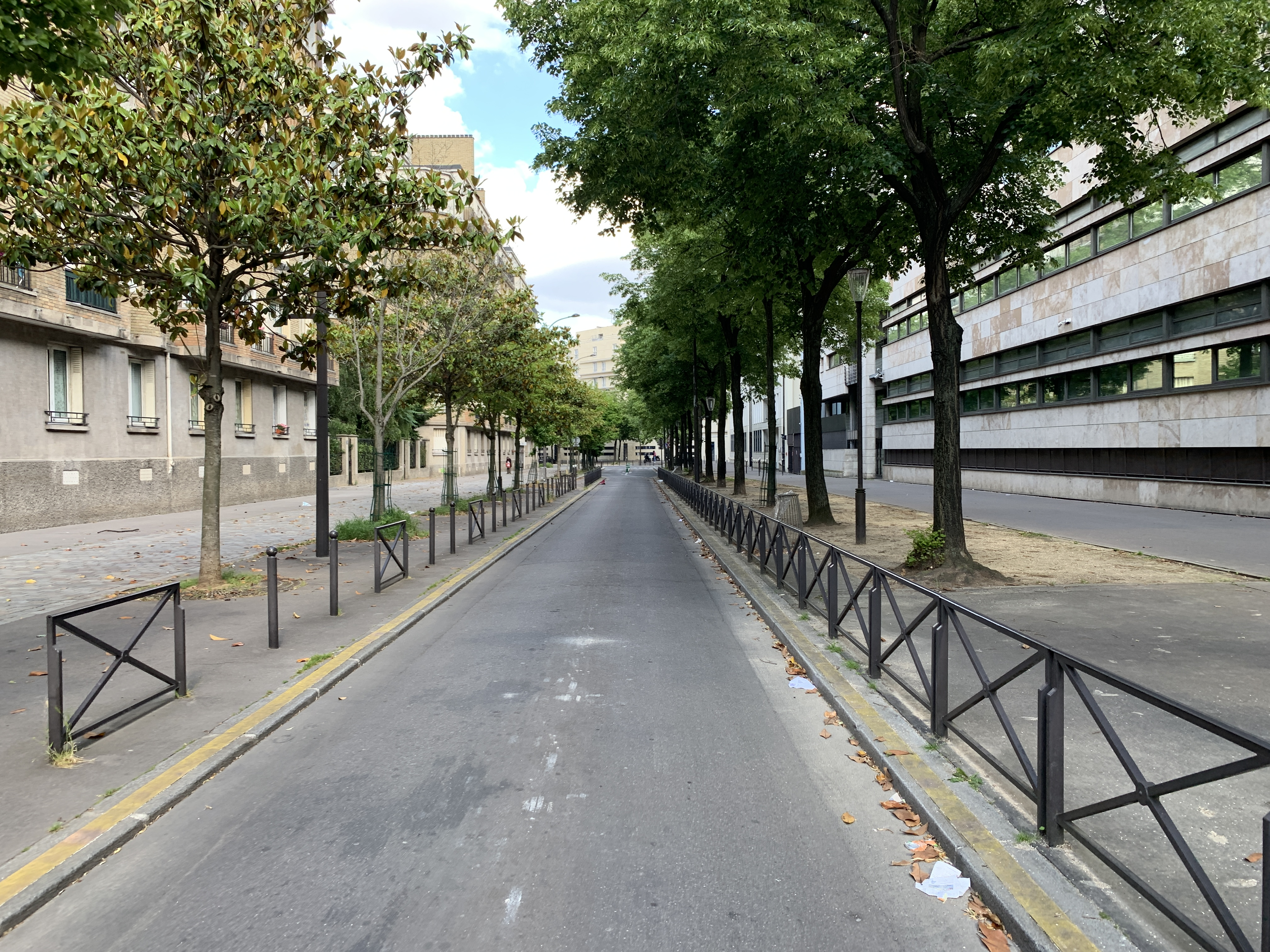
À droite, le groupe scolaire Yabné à Paris.

Éric Zemmour passe son enfance à Drancy puis à Stains, il est scolarisé dans des établissements confessionnels privés en classes non mixtes à l'école Lucien-de-Hirsch (Paris) puis fréquente le groupe scolaire Yabné, dans le 13e arrondissement de Paris, où il est ailier gauche de son club de football, le Yabné Olympique Club, alors qu'il vit son adolescence rue Doudeauville, dans le quartier parisien de Château Rouge,.
Diplômé (D – Service public, 1979) de l'Institut d'études politiques de Paris, Zemmour échoue par deux fois au concours d'entrée de l'École nationale d'administration, en 1980 et 1981, la première fois aux oraux — René Rémond est au jury et l'interroge notamment sur le nombre annuel de touristes en Espagne —, la seconde aux écrits.
Zemmour a été exempté du service militaire en raison d'une monoarthrite du genou avec épanchement de synovie,.

### Vie privée
En 1982, Éric Zemmour se marie avec Mylène Chichportich, administratrice judiciaire puis avocate spécialisée en droit des faillites, née à Montreuil d'une famille juive tunisienne. Ensemble, ils ont deux garçons, Hugo (1997-) et Thibault (1998-), ainsi qu'une fille, Clarisse (2004-),. L'aîné est mis en examen et placé sous contrôle judiciaire en 2023 pour avoir fait deux blessés graves en conduisant en état d'ivresse, ainsi que pour le port non-autorisé d'un couteau à cran d'arrêt.
À partir de 2021, Sarah Knafo est présentée dans les médias comme la compagne de Zemmour,, ce qu'il confirme en janvier 2022.

## Carrière professionnelle

### Journaliste politique dans la presse
Au début des années 1980, après six mois à l'agence de publicité FCA où Éric Zemmour écrit des slogans, il est stagiaire au Quotidien de Paris où le « critique musical Marcel Claverie lui fait écrire son premier article »,, avant d'y être embauché en 1986 comme journaliste au service politique par le directeur Philippe Tesson.
Après la fermeture du Quotidien de Paris en 1994, Zemmour est éditorialiste à InfoMatin pendant un an, puis rejoint en 1996 Le Figaro, en tant que journaliste politique. Il est parallèlement pigiste pour Marianne en 1997, et pour Valeurs actuelles en 1999.
Selon Libération, il plaide, dès les années 1990, pour « l'union des droites », « fort d’une proximité cultivée avec le fondateur du Front national, Jean-Marie Le Pen, qu’il est le seul journaliste à appeler “président”, et avec son rival Bruno Mégret ».
En 2009, sa collaboration cesse avec Le Figaro : Étienne Mougeotte lui reproche les propos tenus sur Canal+ selon lesquels « la plupart des trafiquants sont noirs et arabes », qui lui vaudront d'être condamné pour provocation à la discrimination raciale ; mais selon Électron libre de France Inter, cette rupture est surtout due au fait qu'il était payé 9 700 euros par mois pour un faible nombre de publications,. À partir de 2010, Zemmour est chroniqueur dans Le Figaro Magazine. Il revient au Figaro en 2013, présentant une chronique sur un livre dans son supplément hebdomadaire, Le Figaro littéraire. Il suspend finalement sa participation au Figaro et au Figaro Magazine en septembre 2021, pour promouvoir son livre La France n'a pas dit son dernier mot alors que les spéculations sur sa candidature à l'élection présidentielle de 2022 s'intensifient.
Il est également chroniqueur politique au Spectacle du monde, mensuel politique du groupe Valeurs actuelles, de 2013 jusqu'à l'arrêt de la publication en juillet 2014.

### Écrivain et essayiste

Éric Zemmour au salon du livre de Paris en 2012.

Éric Zemmour est l'auteur des biographies d'Édouard Balladur (Balladur, immobile à grands pas, 1995) et de Jacques Chirac (L'Homme qui ne s'aimait pas, 2002) ainsi que d'essais politiques. Il publie notamment en 2006 Le Premier Sexe, essai sur ce qu'il juge être une féminisation ou une dévirilisation de la société. Il participe à l'élaboration des textes du film Dans la peau de Jacques Chirac de Michel Royer et Karl Zéro même si ce dernier déclare n'avoir que « bien peu » gardé de son texte. En 2008, il publie Petit Frère, roman dans lequel il attaque l'« angélisme antiraciste ». En mars 2010, avec Mélancolie française (essai avec lequel il a remporté le prix du livre incorrect), il revisite l'histoire de France.
En 2014, sort son livre Le Suicide français. Il y défend la thèse d'un affaiblissement progressif de l'État-nation français depuis les années 1970, qu'il attribue notamment à l'emprise de la « génération Mai 68 ». Le livre rencontre un succès de librairie à sa parution et l'auteur est décrit comme un « phénomène »,.
Dans Destin français, publié en 2018, il dresse un parallèle entre son récit autobiographique et divers évènements historiques qui l'ont marqué. Il revient ensuite sur des pages de l'histoire de France marquantes de son point de vue, et termine son essai sur l'influence de l'islam qu'il juge grandissante au sein de la société française,.
Son ouvrage La France n'a pas dit son dernier mot (2021) lui permet de vendre 165 000 exemplaires en trois semaines, ce qui lui rapporterait une somme estimée par Le Parisien à 1,3 million d'euros à titre personnel.

### Activité d'auto-éditeur
En 2008, Éric Zemmour et son épouse fondent la société Rubempré, dont ils détiennent la totalité du capital,. Le nom de la société s'inspire de celui de Lucien de Rubempré, personnage de La Comédie humaine d'Honoré de Balzac. En septembre 2021, après avoir été refusé par son éditeur Albin Michel, son livre La France n'a pas dit son dernier mot est publié par cette société, qui étend pour l'occasion son activité à l'édition d'ouvrages,.

### Débatteur, polémiste et éditorialiste dans l'audiovisuel
À partir de septembre 2003, Éric Zemmour participe à l'émission hebdomadaire Ça se dispute sur la chaîne d'information en continu I-Télé, face à Christophe Barbier jusqu'en 2006 puis Nicolas Domenach. Il est licencié en décembre 2014, I-Télé mettant fin à l'émission après les propos tenus par Zemmour au journal Corriere della Sera concernant les musulmans. Poursuivie par le journaliste, la chaîne est condamnée le 22 novembre 2016 pour « rupture brutale et abusive du contrat de travail, sans préavis et sans invoquer aucun manquement contractuel » à payer 50 000 € à la société qui gère les intérêts de Zemmour.
Il participe aussi à l'émission Vendredi pétantes sur Canal+ jusqu'en juin 2006.

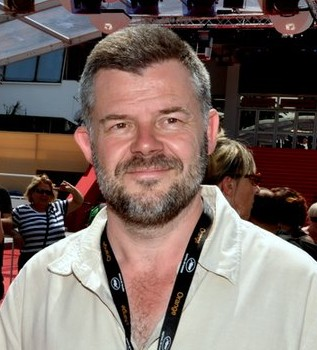
Éric Naulleau, chroniqueur avec Zemmour dans On n'est pas couché, puis dans Zemmour et Naulleau.

Après avoir écrit deux biographies de personnalités politiques au tirage modeste, il se tourne en 2006-2007 vers les sujets sociétaux, sur un ton plus polémique. Son passage à l'émission Tout le monde en parle de Thierry Ardisson en mars 2006, lors de la promotion de son livre Le Premier Sexe et le vif débat avec Clémentine Autain qui s'ensuit, est remarqué par Catherine Barma, productrice de l'émission On n'est pas couché sur France 2. C'est à partir de septembre 2006 qu'il rejoint Laurent Ruquier dans cette dernière émission, en compagnie de Michel Polac, puis avec son ami Éric Naulleau. Il est avec eux chargé de procéder à une critique du film, livre ou album présenté. Lors de cette émission, leurs échanges avec des personnalités du monde culturel se terminent parfois en affrontements ou en esclandres qui amènent certains invités à quitter le plateau de l'émission. Laurent Ruquier annonce en 2011 le remplacement de Zemmour et de Naulleau par de nouveaux intervenants, Natacha Polony et Audrey Pulvar,. Dans les dernières années de l'émission et par la suite, les relations entre Zemmour et Ruquier se détériorent, ce dernier déclarant en 2015 « regrette[r] » d'avoir donné la parole à Zemmour pendant cinq ans,.
Zemmour participe aussi à l'émission L'Hebdo, en tant qu'éditorialiste, sur Tempo, chaîne destinée à l'outre-mer. Il y est entouré, entre autres, de Dominique Wolton. Il quitte cette émission de France Ô à la fin de l'année 2010.
À partir de 2010, Zemmour présente sur RTL une brève chronique d'actualités quotidienne, intitulée Z comme Zemmour, dans la matinale de Vincent Parizot. En 2011, à la suite d'une condamnation de Zemmour pour provocation à la discrimination raciale, RTL demande à Zemmour de « veiller au respect des valeurs humanistes de la station ». À la rentrée 2012, cette chronique devient bihebdomaire dans la matinale de Laurent Bazin puis d'Yves Calvi (mardi et jeudi) et s'intitule On n'est pas forcément d'accord. Il y confronte d'autre part son point de vue dans un débat hebdomadaire avec Nicolas Domenach ou Alain Duhamel. À la rentrée 2018, Zemmour ne participe plus à la matinale, mais seulement en débatteur invité le vendredi. Le 3 octobre 2019, RTL annonce cesser sa collaboration avec Zemmour à la suite de ses incitations à la haine religieuse.
À partir de septembre 2011, il anime, en duo avec Éric Naulleau, Zemmour et Naulleau, des talk-shows hebdomadaires sur Paris Première.
Au milieu des années 2010, les interventions de Zemmour suscitent un intérêt grandissant. Ainsi, Ça se dispute aura été la seule émission qui permet à I-Télé de devancer sa principale concurrente, BFM TV, tandis que Zemmour et Naulleau devient rapidement « la plus puissante » deuxième partie de soirée de Paris Première. Un sondage réalisé par l'Ifop pour Valeurs actuelles en 2014 indique que 30 % des sondés ont une bonne ou très bonne opinion de lui, contre 42 % ayant une mauvaise ou très mauvaise opinion, tandis que 28 % disent ne pas le connaître,.

### Éditorialiste dansFace à l'infosur CNews
À partir du 14 octobre 2019, Éric Zemmour participe à la nouvelle émission Face à l'info, programmée du lundi au jeudi de 19 h à 20 h sur CNews. Pendant trente minutes, il débat de l'actualité avec d'autres chroniqueurs, notamment Marc Menant, sur un plateau animé par Christine Kelly. Un duel, arbitré par Christine Kelly, l'oppose ensuite à un contradicteur. Par la suite, ce duel intervient seulement le vendredi, pendant une heure,. CNews multiplie par trois son audience lors de sa première intervention.

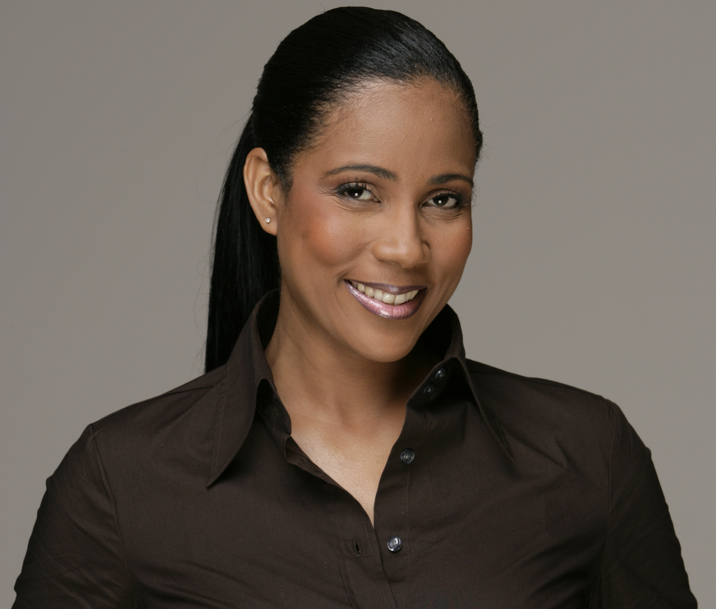
Christine Kelly, animatrice depuis 2019 de l'émission Face à l'info.

Le 22 octobre, le parti La France insoumise déclare ne plus vouloir se rendre à CNews tant que le polémiste y sera présent. Le 24 octobre, les élus du personnel du groupe Canal+ exigent à l'unanimité le départ de Zemmour de CNews,, invoquant des raisons économiques et de sécurité pour le personnel, ainsi que d'éthique et d'image pour le groupe. Des élus LREM, de la CGT et des personnalités telles que l'économiste Jacques Attali ou la journaliste Valérie Trierweiler boycottent également la chaîne du fait de la présence de Zemmour. De nombreux publicitaires font de même.
Le 29 octobre, le groupe Canal+ décide de ne plus diffuser l'émission en direct du fait, selon Le Monde, « de nombreux dérapages d’Éric Zemmour ». Le chroniqueur avait notamment déclaré que Bachar el-Assad « n'a pas gazé son peuple mais des gens qui étaient ses adversaires », que « soit on couche avec l’autre sexe et on fait des enfants, soit on ne couche pas avec l’autre sexe et on n’a pas d’enfants », que Pétain aurait sauvé les « Juifs français » de la déportation en sacrifiant les « Juifs étrangers » (propos pour lesquels il a été relaxé par la justice) et qu'il faudrait, pour être français, prendre le point de vue de la France et renoncer au point de vue de ses ancêtres, y compris en étant « du côté du général Bugeaud », qui en Algérie a « commencé à massacrer les musulmans et même certains juifs ». Début décembre 2019, le CSA met en demeure CNews pour des propos de Zemmour sur la colonisation de l'Algérie.
Face à l'Info améliore notablement son audience. En novembre 2019, CNews prend la tête des chaînes d'information, sur la tranche horaire de l'émission, devant BFM TV et LCI,. Le 3 mai 2021, CNews dépasse BFM TV pour la première fois sur une journée grâce en particulier à Zemmour et Pascal Praud,.
Le 8 septembre 2021, le CSA demande aux médias audiovisuels de comptabiliser le temps de parole de Zemmour au motif qu'il devient « un acteur du débat politique national ». En conséquence, le 13 septembre, CNews annonce se séparer du chroniqueur.

## Parcours politique

### Candidat à l'élection présidentielle de 2022

#### Fin de ses activités de journaliste

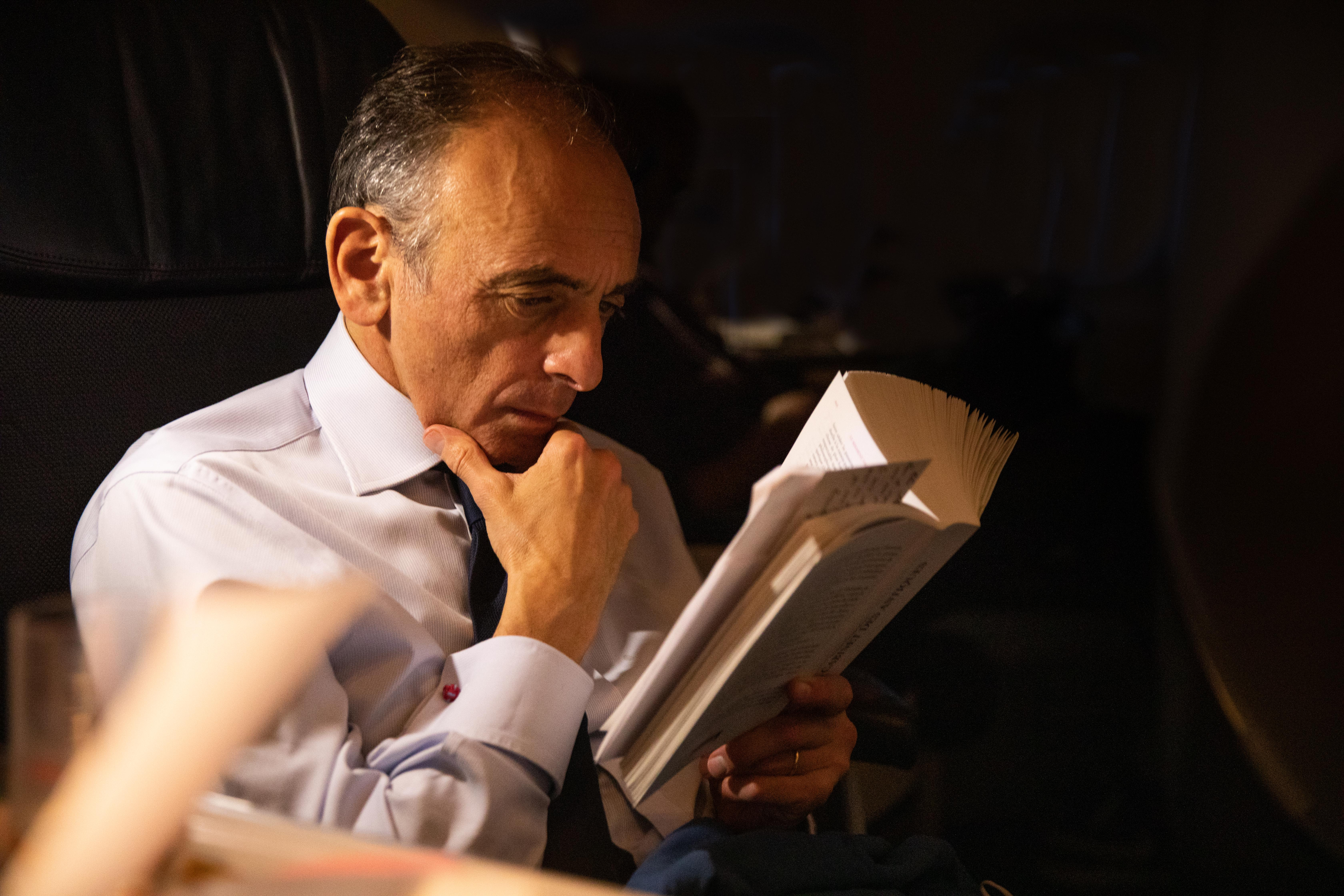
Éric Zemmour en décembre 2021.

À partir de 2019, une possible candidature d'Éric Zemmour à l'élection présidentielle de 2022 est évoquée alors qu'aucun candidat naturel n'émerge au sein de la droite classique. Avec Patrick Buisson, dont il est un proche, Zemmour annonce alors réfléchir à une « plateforme d'idées pour la droite ». Les médias relèvent la présence dans son entourage de la jeune énarque Sarah Knafo, qui joue les intermédiaires afin de préparer sa candidature au sein de la droite,.
L'association « Les Amis d'Éric Zemmour » est lancée en avril 2021, tandis que le collectif « Génération Z » rassemble ses jeunes partisans.
Alors que les médias indiquent qu'il a commencé à chercher les 500 parrainages nécessaires pour se présenter, il fait parvenir à des élus une brochure intitulée « Mieux connaître Éric Zemmour » afin de les convaincre de lui accorder leur parrainage. Selon Le Canard enchaîné, il y affecte une posture quasiment « chiraquienne », bien éloignée de ses invectives habituelles. Dans le même temps, il lance son site internet « Croisée des chemins », et commence une série de conférences à travers la France. Jean-Loup Adenor de Marianne note qu'« à mesure que l'élection présidentielle se rapproche, l'éditorialiste-vedette de CNews semble vouloir se donner une envergure nouvelle, quitte à tordre la réalité », comme lorsque, condamné pour « incitation à la haine », il répond : « J'ai été condamné pour délit d'opinion. […] Je ne suis pas un délinquant, je suis un dissident ».
Plusieurs personnalités politiques s'interrogent sur un possible mélange des genres d'un éditorialiste qui se comporterait comme un homme politique laissant planer le doute sur sa candidature, ainsi que sur l'opportunité de décompter son temps de parole et ses déplacements dans les comptes de campagne en vertu de la réglementation sur le pluralisme. À compter du 9 septembre 2021, le Conseil supérieur de l'audiovisuel (CSA) demande aux chaînes de télévision de comptabiliser son temps de parole. Cette décision divise la classe politique et Zemmour dénonce le fait que « le CSA prend désormais le relais des juges ». Alors que CNews annonce dans la foulée l'arrêt de sa participation à Face à l'info et que Paris Première suspend Zemmour et Naulleau, le polémiste lance sa chaîne YouTube.
Assurant la promotion de son nouveau livre La France n'a pas dit son dernier mot, il fait l'objet d'une forte médiatisation, suscitant un débat sur la « fabrication » de sa candidature par la presse,. D'après Le Monde, Vincent Bolloré a une inimitié envers Emmanuel Macron, qu'il suspecte d'être intervenu en sa défaveur dans plusieurs affaires, et souhaite qu'il ne soit pas réélu en 2022. D'autres journaux font état d'une « triangulation » entre Macron, Zemmour et Bolloré — d’après eux « principal sponsor » du journaliste — afin d'assurer sa qualification au second tour de l'élection présidentielle face au président sortant,. Selon Le Monde, Bolloré a une forte affinité idéologique avec Zemmour, communiquerait avec lui tous les jours par téléphone et serait à l'origine d'un temps de parole très important sur CNews — qualifiée par le quotidien de « fer de lance dans la campagne électorale » pour 2022 —, que ce soit directement ou par le biais des commentaires des intervenants,. Le reste des médias français hésitent entre inviter et boycotter Zemmour, qui enregistre de fortes audiences lors de ses interventions.

#### Préparation de sa candidature

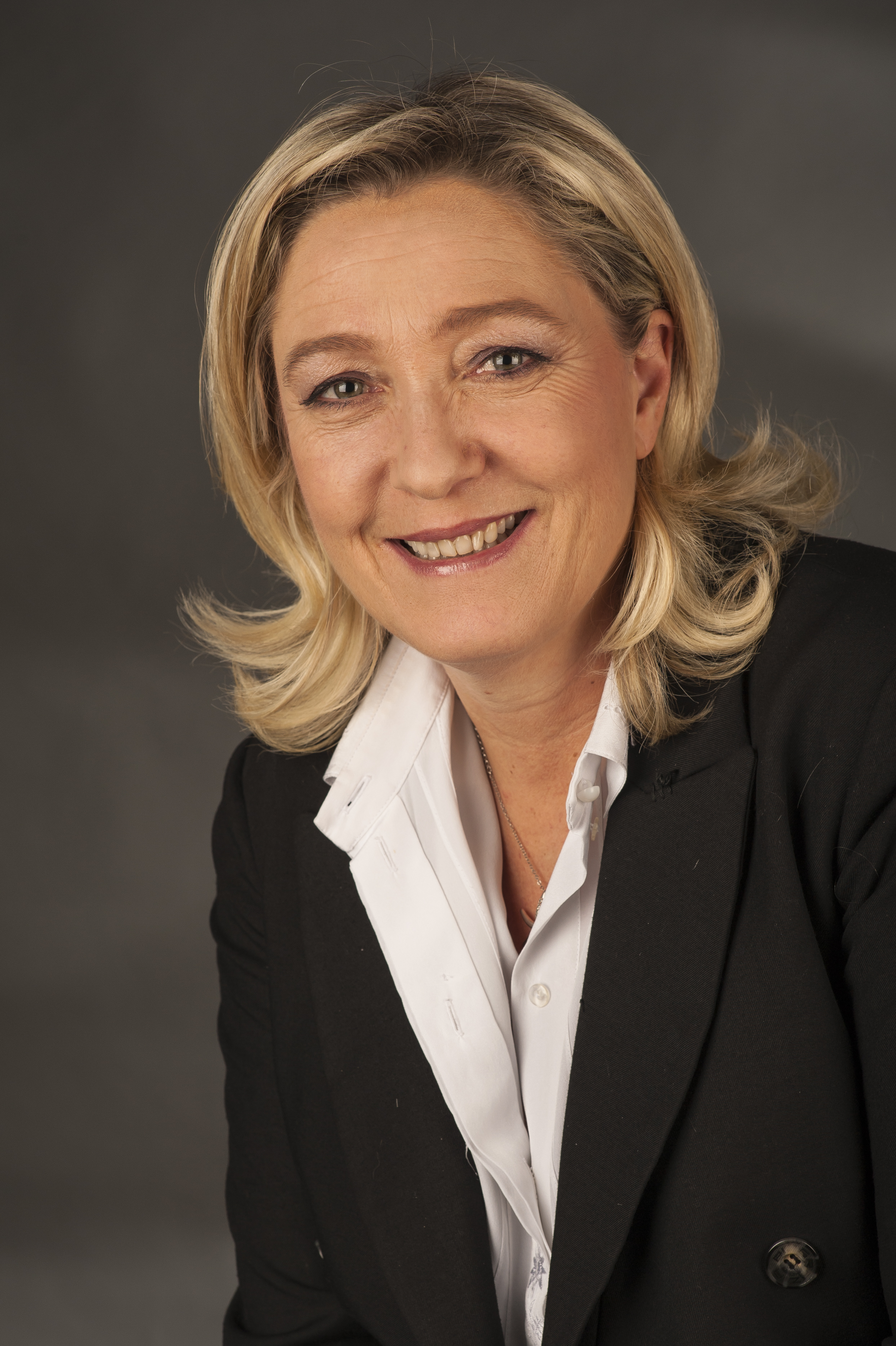
Marine Le Pen, dont la qualification au second tour de l'élection présidentielle de 2022 est un temps menacée par la candidature d'Éric Zemmour.

À partir du milieu de l'année 2021, les instituts de sondage testent Éric Zemmour dans les intentions de vote à l'élection présidentielle de 2022. Crédité de 5 % au premier tour à l'été 2021, il connaît une forte progression en septembre suivant,. Sa possible candidature est encouragée par Patrick Buisson et Jacques Bompard et soutenue par une grande partie de l'ultra-droite et de ses figures, dont Renaud Camus, Jean-Yves Le Gallou, Julien Rochedy, Hervé Ryssen — malgré son antisémitisme —, ou encore Daniel Conversano.
En octobre, tandis qu'un quartier général de campagne est aménagé au 10 rue Jean-Goujon dans le 8e arrondissement de Paris,, les enquêtes d'opinion le donnent comme potentiellement qualifié pour le second tour s'il se présentait, avec 15 à 18 % des sondés en sa faveur, obtenant une partie de l'électorat des Républicains et surtout de celui de Marine Le Pen, qui se trouve reléguée en troisième position pour la première fois depuis 2013,,. Les semaines suivantes voient les intentions de vote reculer,.
Le 30 novembre 2021, il officialise sa candidature par le biais inédit d'une vidéo publiée sur les réseaux sociaux, dont la scénographie s'inspire de l'appel du 18 juin, et qui utilise des images sans les autorisations des ayants droit,. Plusieurs d'entre eux portent plainte et, le 4 mars 2022, Zemmour et son parti « Reconquête » sont condamnés par le tribunal judiciaire de Paris pour « contrefaçon de droits d'auteur » et « atteinte au droit moral ». Conséquemment, le 10 mars 2022, cette vidéo est retirée par la plate-forme YouTube elle-même, ce retrait ne s'appliquant que sur la France.
Dans ses interventions, Zemmour se présente comme « le candidat de la droite, de ce qu'on appelait autrefois le RPR », prônant le « rassemblement de la droite populaire, bonapartiste, qui rassemble les classes populaires et la bourgeoisie patriote ». Il défend notamment l'arrêt de l'immigration, la suppression du droit du sol, la fin du regroupement familial ou encore la préférence nationale pour les prestations sociales. Le Figaro voit de nombreuses similitudes entre ses propositions et celles du RPR et de l'UDF du début des années 1990, tout en notant un discours plus incisif envers l'islam. Au sein des LR, les avis sont partagés : certains se disant agacés par sa présence dans la campagne, tandis que d'autres la voient d'un œil favorable. En 2019, Laurent Wauquiez l'avait accueilli au siège du parti en disant qu'il était « chez lui ». Alors que sa participation à la primaire de la droite est défendue par des élus LR, Zemmour dresse un portrait élogieux d'Éric Ciotti — finaliste de la primaire ayant déclaré qu’il voterait en sa faveur en cas de second tour face à Emmanuel Macron —, soulignant leur proximité d'idées et conviant les électeurs de celui-ci à son premier meeting de campagne,.

#### Meeting de Villepinte et création de Reconquête

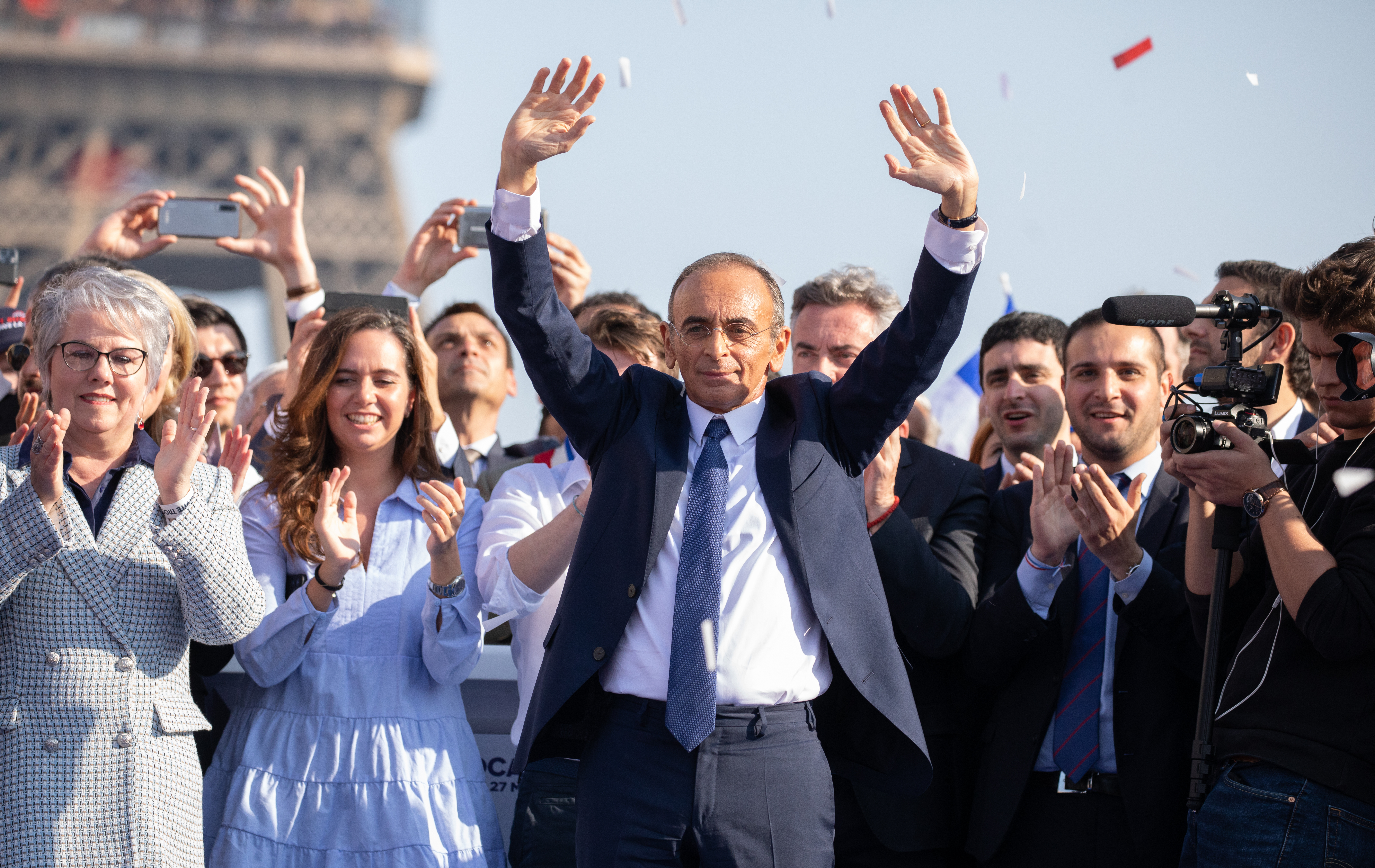
Éric Zemmour entouré de partisans lors de la fin son meeting au Trocadéro le 27 mars 2022.

Lors du lancement de sa campagne le 5 décembre 2021, à l'occasion d'un meeting réunissant entre 13 000 et 15 000 personnes au parc des expositions de Paris-Nord Villepinte, Éric Zemmour annonce le nom à venir de son parti politique, Reconquête, en vue des élections présidentielle et législatives de 2022 ; ce nom, qui peut faire référence à la Reconquista de la péninsule Ibérique par des royaumes chrétiens contre les États musulmans du VIIIe siècle au XVe siècle, aurait été choisi par Sarah Knafo depuis plusieurs années,. À cette occasion, il reçoit le soutien public de Jean-Frédéric Poisson, président de Via, la voie du peuple, et de Jacline Mouraud, militante du mouvement des Gilets jaunes et présidente du mouvement Les Émergents — qui retirent tous deux leurs candidatures à la présidentielle et s'expriment en sa faveur — ainsi que de Paul-Marie Coûteaux, Christine Boutin et Laurence Trochu, présidente du Mouvement conservateur,,.
À son arrivée, un homme récemment encarté chez Les Républicains agresse Zemmour. Par ailleurs, des journalistes de l'émission de télévision Quotidien sont pris à partie et des militants de SOS Racisme ayant organisé un happening dans la salle sont violemment frappés,,, ces violences étant revendiquées par les Zouaves Paris, un groupe d'extrême droite composé d'anciens du GUD et de l'Action française, visé par une procédure de dissolution,. À la suite du meeting un militant noir, Tanguy David, qui se trouvait parmi les militants, est pris à partie et ciblé par des injures racistes et des menaces de mort.
Le 15 décembre, dix jours après l'annonce du lancement de son parti, le candidat revendique 60 000 adhérents. Le 25 janvier suivant, le parti dépasse les 85 000 membres — un nombre vérifié par un huissier de justice —, ce qui en ferait le deuxième parti français aux cotisations payantes,.

#### Équipe de campagne et ralliements

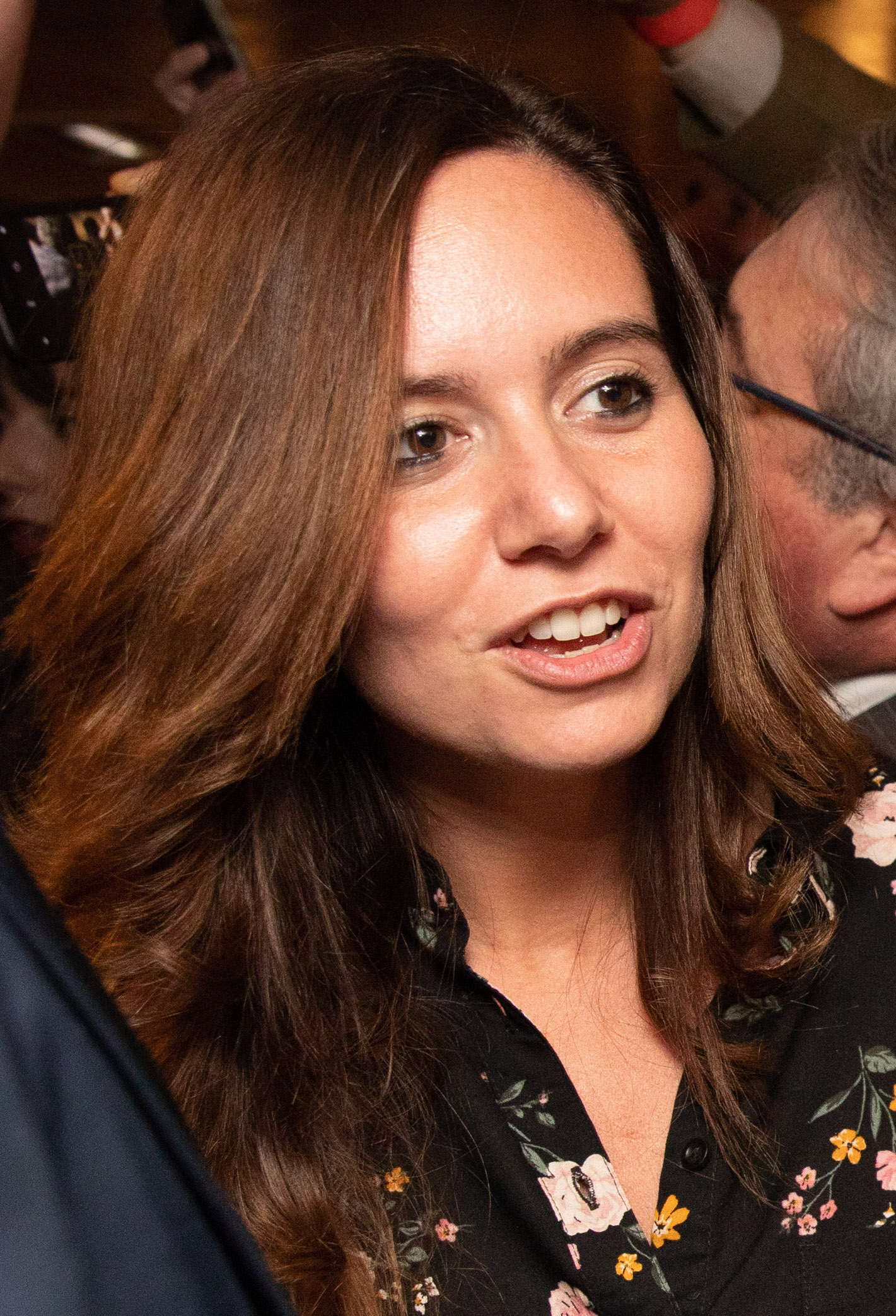
Sarah Knafo, conseillère et organisatrice de la campagne présidentielle d'Éric Zemmour.

Proche conseillère d'Éric Zemmour, Sarah Knafo occupe officiellement la fonction de directrice stratégique de la campagne, elle exerce également plusieurs postes-clés dans l'équipe de campagne (plume, conseillère spéciale, directrice de la communication),,. Bertrand Houitte de La Chesnais, général de corps d'armée (2S), ancien major général de l'Armée de terre, est nommé directeur de campagne,, tandis que Jean-Paul Bolufer, préfet honoraire à la retraite, énarque proche de la droite catholique, est chef de cabinet au sein de l'équipe,. Zemmour se dote également d'une « équipe numérique », supervisée par Samuel Lafont, avec une dizaine de personnes surveillant les informations présentes à son sujet sur internet et sur Wikipédia en français,, dont elle tente de manipuler plusieurs pages,.
Parmi les 56 figures-clés de l'équipe de campagne identifiées par Le Monde en décembre 2021, 21 sont passées par le Rassemblement national (RN), sept sont proches de Marion Maréchal, 21 ont (ou ont eu) des liens avec Les Républicains, six sont issues de la droite catholique et proches de La Manif pour tous, trois ont eu des liens avec des mouvements identitaires d'extrême droite, sept sont liées à l'armée. D'anciens cadres et militants du Mouvement national républicain participent également à la campagne et notamment à la rédaction du programme,. Selon Le Monde, il s'agit de « la première fois dans l'histoire de la Cinquième République [qu']un candidat à la présidence fait voler en éclats la digue qui séparait la droite républicaine de l'extrême droite, rassemblant dans la même équipe des représentants de ces deux familles, autrefois violemment antagonistes, et agrégeant plusieurs de leurs composantes ».

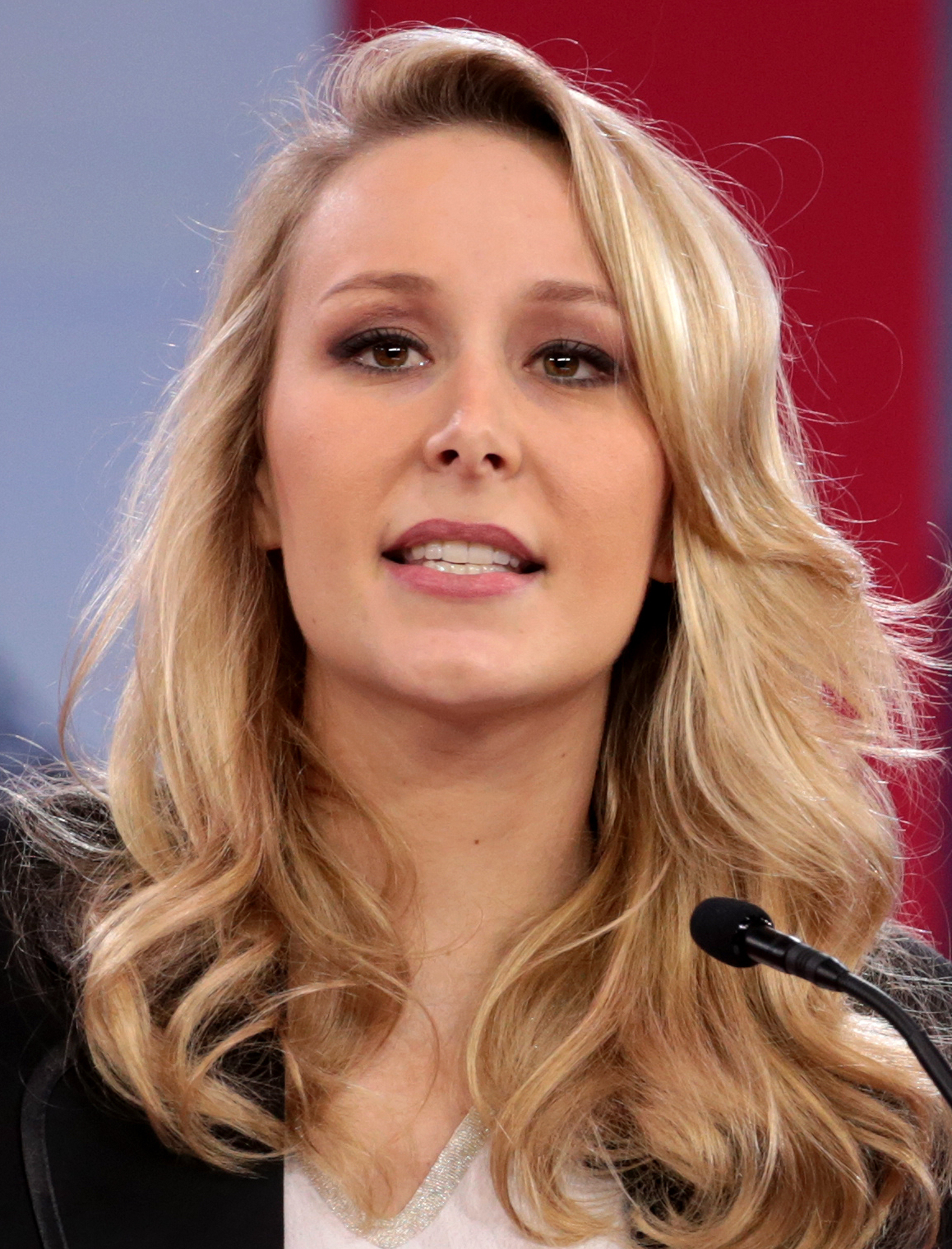
Au cours de sa campagne, Zemmour obtient le ralliement d'élus et de personnalités des Républicains, du RN et de la droite hors les murs, comme Marion Maréchal.

Le 11 décembre, le souverainiste de droite Philippe de Villiers apporte son soutien à Zemmour, intégrant le comité politique de la campagne, où siègent également Jean-Frédéric Poisson, Jean-Yves Le Gallou et Laurence Trochu,,. Le 9 janvier suivant, Guillaume Peltier, député et membre de LR — dont il était numéro deux jusqu'en juillet 2021 —, annonce son ralliement à Éric Zemmour, dont il devient le porte-parole. Le même mois, Jérôme Rivière, député européen RN et président de la délégation française du groupe Identité et démocratie au Parlement européen, annonce son soutien à Zemmour et devient son porte-parole, suivi par Damien Rieu, ancienne figure de Génération identitaire et assistant parlementaire de l'eurodéputé RN Philippe Olivier,. Le 22 janvier, Zemmour est rejoint par Gilbert Collard, député européen RN, qui est nommé président d'honneur de Reconquête. Bruno Mégret fait de même quelques jours plus tard.
De nombreux référents locaux du parti sont issus des rangs du Rassemblement national ou de la mouvance identitaire. Jean-Yves Camus, spécialiste de l'extrême droite, estime après les ralliements de Jérôme Rivière et de Damien Rieu à Zemmour que Reconquête s'annonce comme « le véritable parti des identitaires ». Lors d'un débat contre la candidate Valérie Pécresse, celle-ci lui reproche de s'être entouré de sympathisants négationnistes, comme Tristan Mordrelle et Philippe Schleiter, neveu du négationniste Robert Faurisson.

#### Financement de la campagne
L'équipe d'Éric Zemmour avance être financée principalement par les adhésions à Reconquête, avec une moyenne de
« 700 à 800 adhésions par jour » en décembre 2021 et un total de 80 000 adhérents au parti au début de l'année 2022. La cotisation d'adhésion classique étant de 30 euros, la somme collectée à ce titre s'élèverait à au moins 2,4 millions d'euros en janvier 2022.
Le collectif « Les Amis d'Éric Zemmour » — qui a obtenu l’agrément d’association de financement politique le 31 mai 2021 et est devenu Reconquête en décembre suivant —, indique avoir recueilli six millions d'euros de 25 000 donateurs,. Dès avril 2021, soit plusieurs mois avant la déclaration de candidature, ce collectif avait commencé à lever des fonds, avec notamment des dîners discrètement organisés à partir de mai à Paris et à l'étranger,. Le collecteur est Julien Madar, employé dans l'immobilier de luxe, assisté d'une dizaine d'autres personnalités de la finance ou des médias, comme Paul-Marie Coûteaux. Le millionnaire d'extrême droite Charles Gave apporte également un soutien financier, avant de le lui retirer en novembre 2021,.
D'après une enquête de Mediapart (fondée en partie sur la liste des 1 000 « invités VIP » au meeting de Villepinte), les grands donateurs (ceux ayant donné entre 1 000 et 7 500 euros) sont « issus des milieux financiers et d’affaires », « cadres dans des banques, fonds d’investissement, hedge funds », « cadres évoluant dans des cabinets de conseil, des groupes industriels ou dans le secteur immobilier » (notamment des cadres dirigeants de Vinci et Chanel) et « avocats d’affaires ou fiscalistes, en poste dans de grands cabinets français ou internationaux ». S'y trouverait notamment Chantal Bolloré, sœur du milliardaire Vincent Bolloré et « éminence grise » de Zemmour. Parmi les autres personnalités identifiées figurent Sonia et Alexandre Poussin, l'ancien chanteur Pierre Beraud-Sudreau ou encore Xavier Caïtucoli. Si certains sont des soutiens de l'extrême droite de longue date, une part importante est constituée d'anciens fillonnistes.

#### Défaite dès le premier tour
Après avoir médiatiquement dominé la campagne et réussi à imposer ses thèmes de campagne à la droite, il parvient à culminer à 18 % dans les intentions de vote. Le 10 avril 2022, au soir du premier tour, il subit une déroute en arrivant quatrième de l'élection, loin derrière le trio de tête, avec un résultat approchant les 7,07 % de vote,. Dans un discours donné depuis la Maison de la Mutualité à Paris, il déclare ne devoir « aucun de ses échecs » à son équipe, et reconnaît avoir commis des « erreurs ». Il appelle ensuite ses électeurs à voter pour Marine Le Pen, qualifiée pour le second tour une nouvelle fois.

### Échec lors des élections législatives de 2022

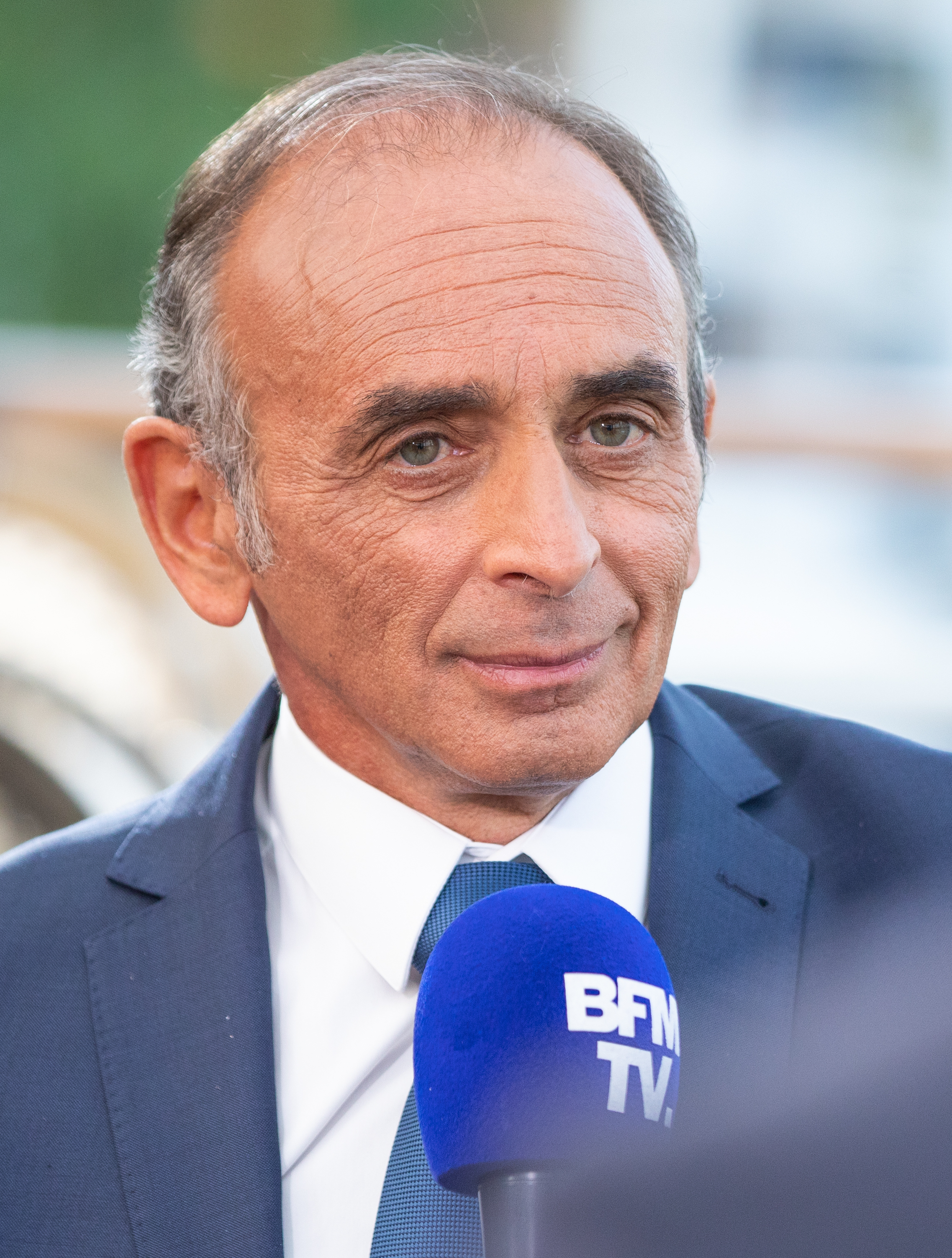
Éric Zemmour interrogé sur BFM TV en mai 2022.

Candidat aux élections législatives de 2022 dans la quatrième circonscription du Var, Éric Zemmour est éliminé dès le premier tour en arrivant en troisième position avec 23,19 % des suffrages exprimés, à 1,5 point du candidat du Rassemblement national, Philippe Lottiaux. Par ailleurs, aucun candidat de Reconquête, qui réalise un score de 4,24 % à l'échelle nationale, ne parvient à se qualifier pour le second tour du scrutin,.

### Tensions et polémiques après les élections
Après les deux échecs électoraux d'Éric Zemmour, plusieurs personnalités du parti se mettent progressivement en retrait parmi lesquelles Antoine Diers, le directeur adjoint de la stratégie de campagne, Jean Messiha, ou encore Philippe de Villiers. En juin 2022, lors d'une réunion du comité politique du parti, des tensions apparaissent sur le fonctionnement du parti, jugé « autocratique » par plusieurs membres qui dénoncent « la mainmise de Guillaume Peltier et de Sarah Knafo sur le fonctionnement ». Selon certains membres, alors qu'il lui était reproché de ne pas savoir s'adresser aux français les plus modestes, Éric Zemmour aurait déclaré que les « classes populaires sont trop analphabètes » pour qu'il puisse leur parler, ce qu'il dément,,. À l'été 2022, Éric Zemmour lance une « consultation nationale » auprès de ses militants afin de recueillir leur opinion sur le fonctionnement interne du parti, ainsi que sur les propositions et les propos que l'ex-candidat a tenus lors des campagnes électorales.
En octobre 2022, Éric Zemmour et Reconquête sont accusés de récupération politique alors que Samuel Lafont achète plusieurs noms de domaine au nom de « Lola », une jeune fille de douze ans assassinée à Paris quelques jours plus tôt. Invité sur le plateau de BFM TV le 28 octobre, Zemmour déclare « assumer » qu'il n'aurait pas appelé à manifester si la meurtrière de la jeune femme avait été d'origine française, ce qui crée la polémique. Il emploie de plus en plus fréquemment le terme de « francocide ». Le soir-même, il se rend à un rassemblement organisé par l'Institut pour la justice sur la place Denfert-Rochereau. Plusieurs membres de l'Action française, des Zouaves Paris et de l'extrême-droite francaise sont également présents,. Alors qu'il avait initialement prévu de s'y rendre, le Rassemblement national décide au dernier moment d'annuler sa venue, préférant organiser une minute de silence devant l'Assemblée nationale.
Dans les semaines qui suivent, le parti d'Éric Zemmour « réduit de plus en plus son audience à l'ultra-droite », selon Le Journal du dimanche, pour lequel « Zemmour se voit plus en prophète qu'en véritable leader politique ».
Le 4 décembre 2022, Éric Zemmour organise au Dôme de Paris un meeting anniversaire de son parti, un an après la création de celui-ci. Il rassemble 4 000 personnes,.
Dans le même temps, selon France Info, une « bataille interne » opposerait Éric Zemmour à Marion Maréchal afin de désigner qui sera la tête de liste du parti aux élections européennes de 2024. C'est finalement cette dernière qui est choisie, Eric Zemmour figurant en 80ème et avant-dernière position sur la liste.
Le 4 mai 2024, il est la cible d'injures lors de sa venue au marché d'Ajaccio. Il frappe une femme qui a jeté un œuf sur lui alors que cette dernière est maintenue et immobilisée par ses gardes du corps,,.

## Positionnement politique

### Évocation de la gauche
Éric Zemmour affirme avoir voté deux fois pour François Mitterrand et avoir rompu avec la gauche, selon les versions, au milieu des années 1980 avec l'avènement de SOS Racisme, ou après l'affaire de Creil en 1989. Lors de la campagne du référendum français sur le traité de Maastricht en 1992, il revendique son attachement à Philippe Séguin et Jean-Pierre Chevènement. Il fait par ailleurs l'éloge de Georges Marchais, secrétaire général du Parti communiste français de 1972 à 1994, parce qu'il justifia l'intervention soviétique en Afghanistan et recommanda d'« arrêter l'immigration »,. L'universitaire Philippe Corcuff relève qu'« il fait aussi nombre de références positives à Jean-Claude Michéa et à l'essayiste Christophe Guilluy, tout en n'hésitant pas à utiliser la notion de “classes”, antérieurement souvent réservé aux marxistes et autres anticapitalistes de gauche ».

### Polémiste d'extrême droite la plus radicale
À partir de 2010, il apparaît comme une figure des sites de droite radicale, souverainistes, identitaires, anti-immigration et anti-islam. Il salue le rapport au peuple et le patriotisme de Jean Jaurès et se définit comme « gaullo-jaurésien » et « bonapartiste » puis comme « gaullo-bonapartiste », et se déclare partisan « de la grandeur de la France, de la force de l'État et du respect de la tradition culturelle française », il est communément décrit comme un « polémiste d'extrême droite ». Selon le journaliste Dominique Albertini de Libération, il se situe sur un segment politique d'une extrême droite plus radicale que le Rassemblement national, avec un discours « sous-tendu par le référent ethnique et le fantasme d'un « grand rembarquement » des immigrés, et de tout ou partie de leurs descendants ». Le journaliste Maurice Szafran fait la même analyse, le jugeant « à l'extrême droite de l'extrême droite » lorsqu'il qualifie en 2016 Marine Le Pen de « candidate de gauche complètement endoctrinée par Philippot ».

### Passeur d'idées d'extrême droite efficace
L'historien Laurent Joly considère en 2015 que « depuis Barrès et Maurras, aucun autre intellectuel, journaliste ou écrivain, n’avait eu ce statut de passeur des idées d’extrême droite auprès d’un très large lectorat ». Le journaliste et écrivain Éric Dupin écrit en 2017 : « Enivré par ses succès télévisuels, le gaulliste anticonformiste qu'il était il n'y a pas si longtemps s'est ainsi mué en démagogue d'extrême droite ». En 2021, la journaliste au Monde Zineb Dryef considère qu'il est passé du statut de chroniqueur à celui de militant de l'extrême droite. Zemmour réfute lui-même la qualification d'« extrême droite », invoquant la « vieille méthode stalinienne des années 1930, qui consiste à traiter de « fascistes » tous ses adversaires ». En vue de l'élection présidentielle de 2022, il indique ne proposer « rien de plus que le RPR en 1990 ». La journaliste Marie-France Etchegoin rapporte en 2020 les propos suivants de Geoffroy Lejeune, directeur de la rédaction de Valeurs actuelles : « Pour la progression de notre courant de pensée, Éric a fait plus que le Front national en quarante-cinq ans d’existence ».

### Dédiabolisation du Rassemblement national
Le Monde indique que Zemmour a déjeuné, en janvier 2020, avec Jean-Marie Le Pen et Ursula Painvin, fille de Joachim von Ribbentrop, ministre des Affaires étrangères du IIIe Reich, pendu en 1946 après le procès de Nuremberg — le quotidien note que depuis Berlin, Ursula Painvin « encourage Éric Zemmour avec ses “pensées les plus admiratives et amicales” »,. Ses fréquentations et ses prises de position politique font dire au journaliste Georges-Marc Benamou : « Zemmour, c'est une expression névrotique du décret Crémieux. Éric a besoin d'être accepté par les antisémites. Il est l'idiot utile, au sens hégélien, de l'extrême droite antisémite. L'ironie, c'est que, dans le cas d'espèce, l'idiot utile est un juif brillant qui a du talent »,. Selon Georges-Marc Benamou, « La violence, la raideur idéologique d’Éric Zemmour ont fait de Marine Le Pen une femme qui aime les chats »[pas clair]. Le politologue Pierre Vercauteren juge qu'Éric Zemmour « a réussi à achever la dédiabolisation de Marine Le Pen et lui aura permis de s'élever encore plus dans les sondages ».

### Positionnement vis-à-vis de la droite conventionnelle
En septembre 2019, quelques mois après avoir été accueilli « chez lui » au siège de LR selon les termes de son président Laurent Wauquiez, il participe à la « convention de la droite » organisée par des proches de Marion Maréchal. L'historien Tal Bruttmann écrit : « Il ne s’agit plus des propos d’un polémiste frayant avec l’extrême droite, mais d’un discours s’inscrivant ouvertement dans la veine du fascisme, assumé et revendiqué comme tel ». Tal Bruttmann estime que le programme politique de Zemmour se résume à la « lutte des races » et que son discours ferait passer Pétain et Maurras pour des modérés. L'historien Gérard Noiriel compare la rhétorique identitaire et le discours anti-islam du polémiste aux imprécations antisémites d'Édouard Drumont,,. Sa proximité avec Marion Maréchal est soulignée par la presse en septembre 2021 alors qu'il participe depuis 2015 à un rendez-vous phare des droites dures européennes, le « sommet démographique international » de Budapest, à l'invitation du Premier ministre Viktor Orbán et où il s'affiche pour la seconde fois aux côtés de la nièce de Marine Le Pen, qui lui exprime publiquement sa sympathie,.
Éric Zemmour a voté François Fillon, le candidat des Républicains au 1er tour et Marine Le Pen, la candidate du Front national au 2ème tour lors des élections présidentielles de 2017.

### Positionnement analysé par Nicolas Lebourg
D'après l'historien Nicolas Lebourg, la pensée politique de Zemmour se définit par quatre éléments. Le premier est un bonapartisme : Zemmour croit en l'importance des « grands hommes » dans le destin d'une nation. Le second est un « unitarisme » — une importance vitale est donnée à l'unité. Le troisième est un « souverainisme intégral » : Zemmour pense que tous les problèmes peuvent être résolus par la souveraineté de l'État-nation. Et le quatrième élément est un « nationalisme obsédé par la décadence », qui prend la forme d'une sorte de darwinisme : si le peuple français n'évolue pas, il sera « balayé de l'Histoire ». Pour Zemmour, les pays sont dans une compétition à mort. En octobre 2021, Nicolas Lebourg situe Zemmour à l'extrême droite au regard de son organicisme et de sa précampagne de type national-populiste ; il estime que « sa conception d’un nationalisme ethnique et son libéralisme font songer au Club de l'horloge », et qu'il « évoque d’ailleurs le plus célèbre des « horlogers », Bruno Mégret, lorsqu’il était numéro 2 du FN dans les années 1990 ». En mars 2022, Lebourg situe également Zemmour au sein de l'illibéralisme pour son rejet de la limitation de l'action de l'État français par des instances telles que le Conseil constitutionnel ou la Cour de justice européenne.

### Droite hors les murs

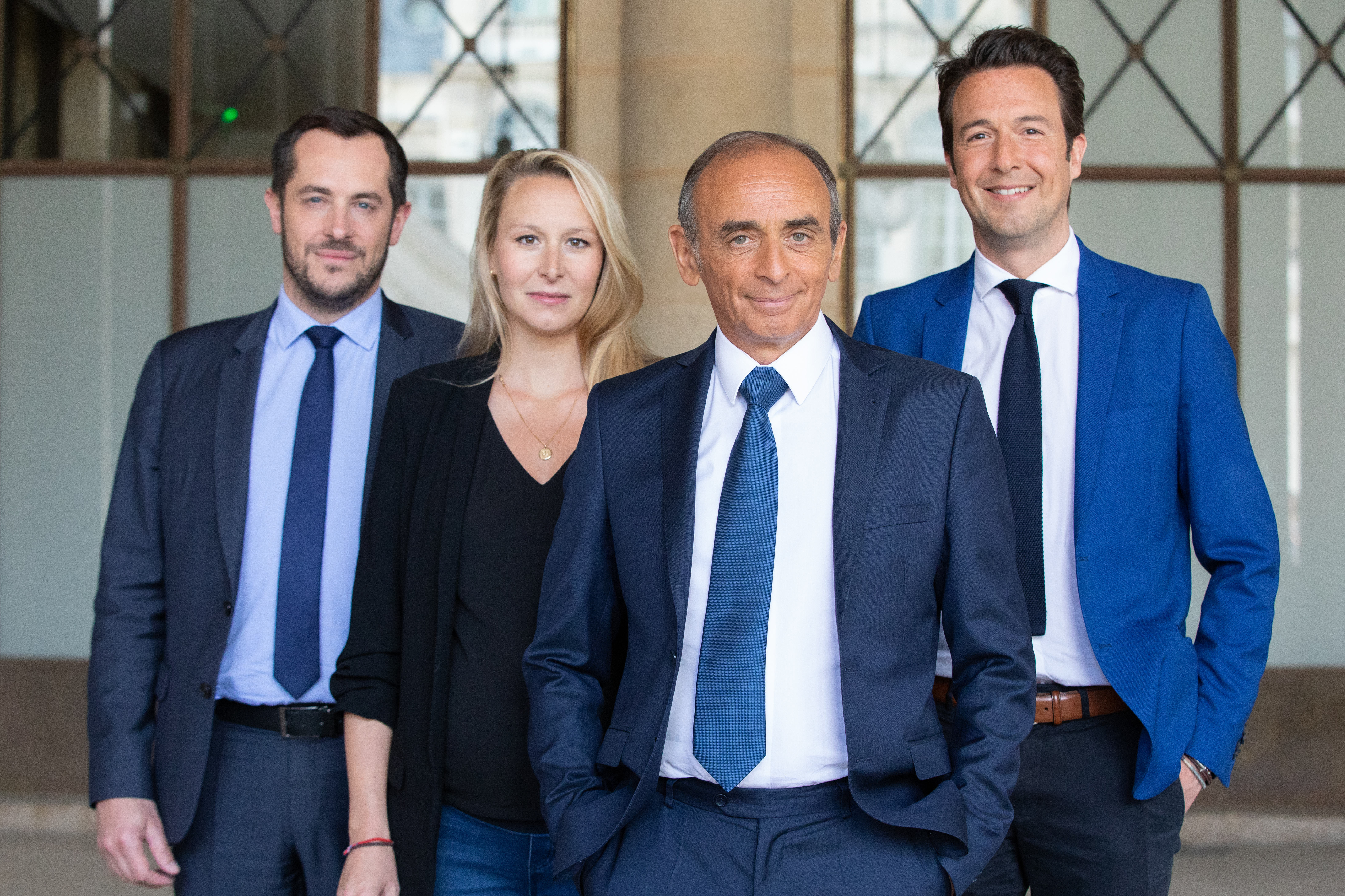
Éric Zemmour, figure de la droite hors les murs, avec Nicolas Bay (ex-RN), Marion Maréchal (ex-FN) et Guillaume Peltier (ex-LR).

Jean-Yves Camus, politologue et co-directeur de l'Observatoire des radicalités politiques, range le positionnement de Zemmour dans la « droite hors les murs », une droite identitaire « formée de gens qui ne se retrouvaient plus ni dans LR […] ni dans le RN ». Le politologue estime que Zemmour ne peut pas être considéré comme un homme d'extrême droite, dans le sens où il n'est pas lié « aux expériences fascistes, nazies, à la collaboration » et n'est pas fasciste. Camus estime qu'une différence notable entre Marine Le Pen et Zemmour est que ce dernier manifesterait un pessimisme et une absence d'espoir que n'aurait pas la dirigeante du RN,,. Pour lui, le rêve de Zemmour d'unir droite classique et extrême droite en se disant l'héritier du RPR des années 1980 qui faisait des alliances avec le FN, a évolué « vers des rivages bien plus radicaux que le RPR des années 80 », en devenant presque « contre-révolutionnaire » avec « une ethnicisation des termes, du débat » en reprenant la thèse du « grand remplacement ». L'avalisation de cette thèse implique selon Jean-Yves Camus non seulement un arrêt de l'immigration, mais à terme une « remigration ».
Le politologue Gaël Brustier et les journalistes Ariane Chemin et Olivier Faye classent également Zemmour dans la « droite hors les murs », une droite comprenant notamment Philippe de Villiers et Patrick Buisson, et qui, selon Brustier, voulait peser lors de la présidentielle de 2017 à la fois sur le programme des Républicains et du Front national,.
Laurent de Boissieu estime que, Marion Maréchal s'étant retirée de la vie politique, Zemmour représente la meilleure synthèse propre à la « droite hors les murs » : un protectionnisme économique aux frontières comme le voudrait le RN, un « libéralisme intérieur » comme présenté par le programme de François Fillon (LR) en 2017, un refus de la sortie de l'UE, et un conservatisme typique de La Manif pour tous. Selon Laurent de Boissieu, la « droite hors les murs » est surtout une « extrême droite hors les murs » du RN, le « paradoxe » d'Éric Zemmour étant que, sur l'identité et l'immigration, « ses idées sont plus extrémistes que celles de Marine Le Pen : lutte contre l’islam et pas uniquement contre l’islamisme, appropriation des concepts de l’extrême droite « identitaire » (« grand remplacement », « remigration ») »,.

### Positionnement selonPolitico
D'après Politico, Zemmour, « essayiste d'extrême droite », estime que tout va au plus mal « à cause de l'immigration, du pouvoir excessif des femmes, des gays, de Bruxelles, de la finance internationale et des trahisons d'une élite politique corrompue, vaniteuse et stupide ». Politico le compare à Nigel Farage plutôt qu'à Donald Trump dans la mesure où Politico suppose que Zemmour souhaite bousculer l'échiquier politique français « en détruisant une Le Pen déjà déclinante pour ouvrir un espace à un nouveau mouvement capable de gagner en 2027, réunissant l'extrême droite et la frange la plus dure de la droite traditionnelle ». Pour Politico, le « zemmourisme » est donc politiquement malhonnête et dangereux de ce fait, Marion Maréchal pouvant également prendre la tête de ce mouvement « bien qu'elle ait le handicap, selon la vision du monde de Zemmour, d'être une femme ».

## Prises de position

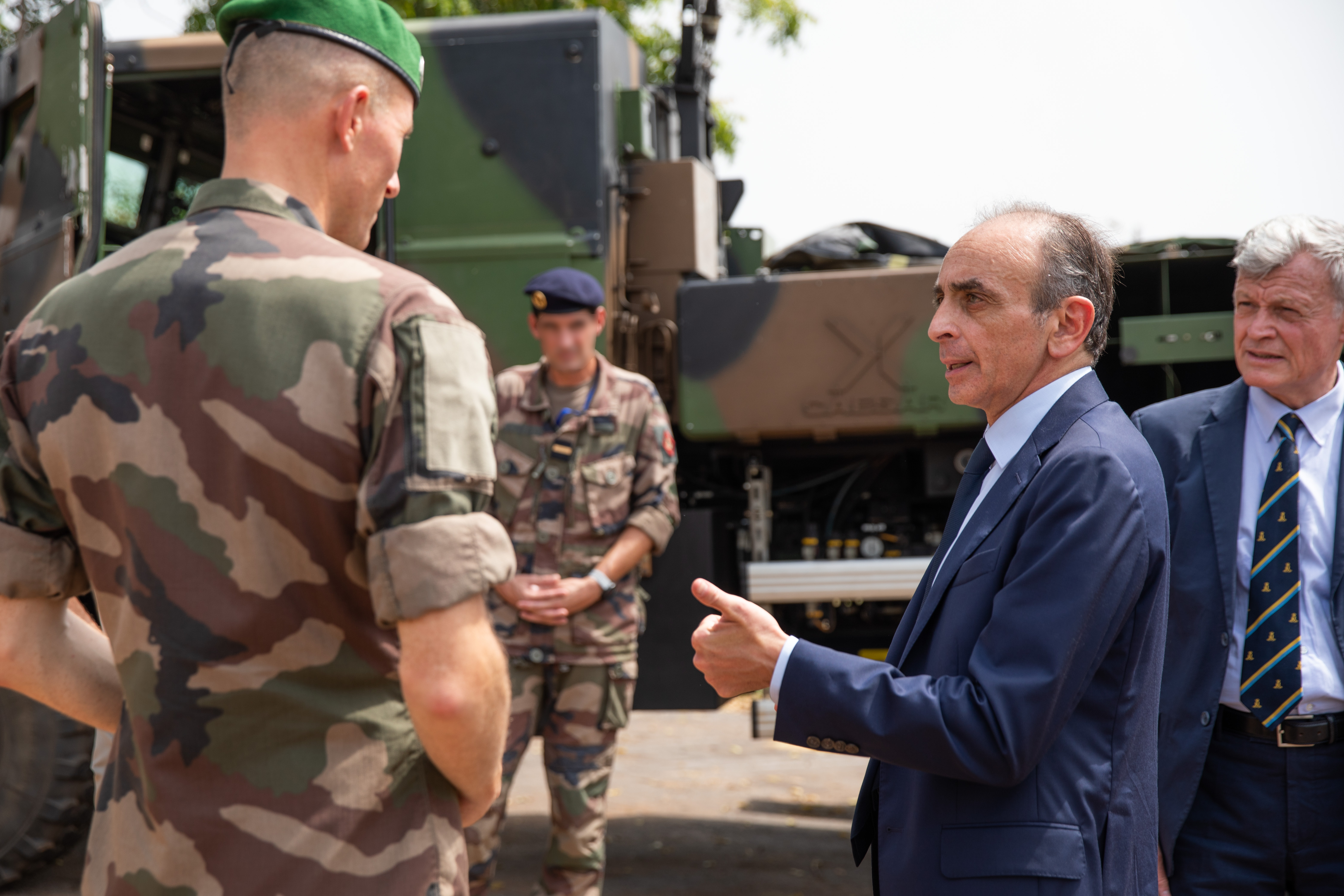
Éric Zemmour en Côte d'Ivoire, en décembre 2021.

### Anti-républicain opposé à l'État de droit
En 2019, lors de la « convention de la droite » initiée par Marion Maréchal, Éric Zemmour se positionne, selon le journaliste Hadrien Mathoux de Marianne, dans une « diatribe anti-républicaine », dans la pensée des contre-révolutionnaires français, dénonçant la philosophie des Lumières et le « mal progressiste » qui serait né en 1789. Le polémiste relie la Révolution française et la volonté de progrès social compatible avec le libéralisme politique à l'individualisme néolibéral contemporain au-delà du clivage gauche-droite classique et appelle à défendre les particularismes français, rejetant en bloc les positionnements politiques modérés. « Corollaire de ce positionnement traditionnel à l'extrême droite, Zemmour condamne l'universalisme », qui comprend d'après lui deux universalismes rivaux, le marchand et l'islamique, accordés avec des nuances aux tendances progressistes et libérales dénoncées. Il s'oppose aux institutions de la démocratie libérale et du progressisme républicain libéral-libertaire qu'il accuse de dissocier les élites du peuple, dont la volonté serait délaissée au profit de « l'idéologie diversitaire », dont les médias, « le cinéma, la publicité, sans oublier les chiens de garde d'Internet », qu'il décrit comme « un appareil de propagande », oubliant selon Mathoux sa présence sur les chaînes de télévision depuis dix ans. Éric Zemmour critique les juges, selon lui « complices des associations à qui ils servent de bras armé pour racketter les dissidents et la majorité autrefois silencieuse, aujourd'hui tétanisée ». Pour Mathoux, « il appelle explicitement à rompre avec l'État de droit, qualifié de moyen “d'entraver la volonté populaire” ». Il emploie un lexique anti-moderne spécifiquement heideggerien : « la droite la première a compris, a senti, a dénoncé l'arraisonnement de la nature par la technique » et « déconstruit les déconstructeurs », concept heideggerien (Abbau), repris par Gérard Granel et Jacques Derrida.

### «Grand remplacement», immigration, islam
D'après le journal espagnol El Confidencial, Éric Zemmour « a construit sa carrière médiatique sur un discours raciste, inspiré de la théorie du complot du grand remplacement de l'idéologue Renaud Camus et de son ouvrage Le Grand Remplacement ». Pour Sylvie Laurent et Thierry Leclère, Zemmour défend une rhétorique qui présente le « petit blanc » en situation d'abandon face à des musulmans « menaçants ». Pour Pierre Tevanian, il puise son inspiration dans « une forme exacerbée du mal-être blanc » qu'est le racisme au côté de personnalités comme Marine Le Pen et Alain Finkielkraut. Selon Mediapart en 2015, Zemmour veut que la France se défende du « grand remplacement » en expulsant les musulmans du territoire, ce que le journal considère comme n'étant « pas une opinion dont il faudrait débattre mais une idéologie potentiellement meurtrière qui renoue avec les pires aveuglements de la catastrophe européenne ». Laurent de Boissieu, soulignant que Marine Le Pen considère que l'islam n'est pas incompatible avec la République alors que Zemmour a déclaré que les musulmans devaient choisir « entre l'islam et la France », classe la présidente du Rassemblement national dans les « nationalistes », qui exigent une assimilation des étrangers à la culture française, et Éric Zemmour dans les « identitaires », les « racialistes » qui luttent contre le « grand remplacement ».

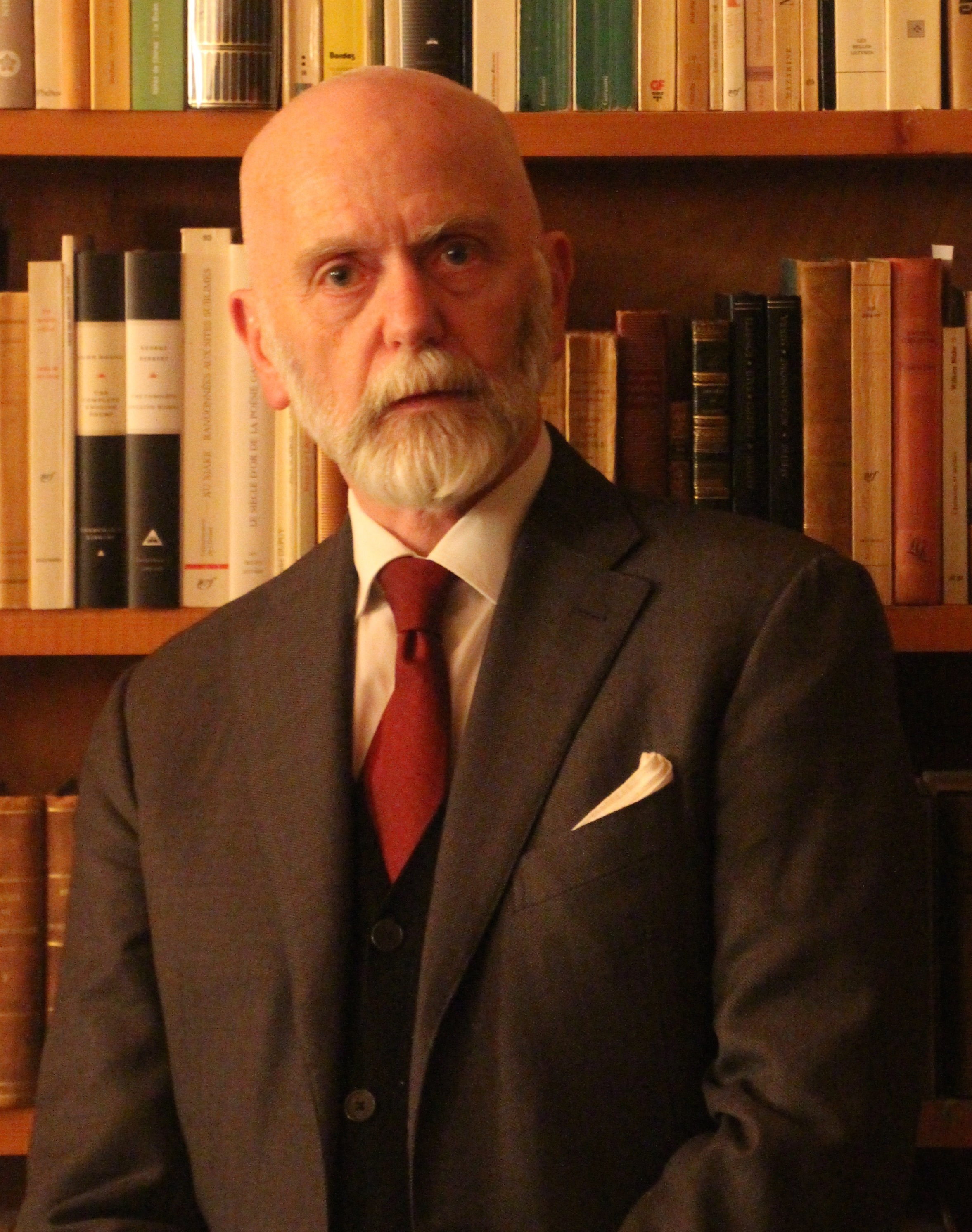
L'écrivain Renaud Camus, théoricien du « grand remplacement » et soutien de Zemmour.

En décembre 2014, un entretien de Zemmour dans le journal italien le Corriere della Sera du 30 octobre 2014 est traduit et relayé par Jean-Luc Mélenchon sur son blog, créant une polémique. Dans cet entretien où Zemmour qualifie les musulmans français de « peuple dans le peuple », quand le journal lui demande s'il suggère de « déporter cinq millions de musulmans français », il répond que « c'est irréaliste mais [que] l'histoire est surprenante ». Le ministre de l'Intérieur, Bernard Cazeneuve, dénonce les propos et « appelle tous les républicains à réagir », le président du groupe socialiste à l'Assemblée nationale Bruno Le Roux demande son éviction des plateaux télévisés, le porte-parole du gouvernement Stéphane Le Foll avance que l'essayiste est un « danger » qu'il faut « combattre », la Société des journalistes de RTL se « désolidarise », la Société des journalistes d'I-Télé réclame un « geste fort » de la direction qui met fin à l'émission Ça se dispute. Des associations portent plainte contre lui pour « apologie de crime contre l'humanité et incitation à la haine raciale ». Sa condamnation, prononcée fin 2015 et confirmée par la cour d'appel en 2016, est annulée en janvier 2018 par la Cour de cassation. Le terme « déporter », comme le précise par la suite Stefano Montefiori le journaliste italien du Corriere della Serra, est issu d'une reformulation des notes et n'a pas été prononcé par Éric Zemmour,.
En avril 2016, Zemmour écrit dans sa chronique hebdomadaire pour Le Figaro Magazine que les Halles de Paris sont un lieu où l'on « sent le mieux, physiquement, la disparition d'un peuple français […] tandis que, venant de banlieue, au terme d'un long périple depuis le fin fond de l'Afrique, un peuple arabo-musulman s'est substitué aux anciens habitants ». En novembre 2016, L'Obs estime que l'« idéologie raciste » du « grand remplacement » a fait son entrée dans les médias traditionnels « grâce au duo de journalistes du Figaro Ivan Rioufol et Éric Zemmour ». Ce dernier utilise l'expression à la télévision sur I-Télé face à Nicolas Domenach, déclarant par exemple : « Dans tous les endroits où j'ai grandi (à Drancy, Montreuil, Stains, 18e arrondissement de Paris), le grand remplacement a opéré. C'est la réalité qui gagne. Dans tous les endroits où j'ai grandi, ils nous ont remplacés ».
En septembre 2019, lors de la Convention de la droite, un rassemblement organisé par des proches de Marion Maréchal, Zemmour cite Renaud Camus, parle d'une « islamisation » de la France et déclare qu'« entre vivre (et vivre) ensemble, il faut choisir ». Il affirme que tous les problèmes de la France et de l'Europe sont aggravés par l'immigration et par l'islam, qu'une guerre ethnico-religieuse déchire la France — gangrenée par les « indigénistes », décidés à mener une « guerre d'extermination de l'homme blanc hétérosexuel catholique » — et que « nos progressistes si brillants […] nous ont ramenés à la guerre des races et à la guerre des religions » en considérant « que les hommes sont des êtres indifférenciés, interchangeables, sans sexe ni racines »,. Le polémiste pose la question : « Les jeunes Français vont-ils accepter de vivre en minorité sur la terre de leurs ancêtres ? Si oui, ils méritent leur colonisation ; sinon, ils devront se battre pour leur libération ».
L'historien Gérard Noiriel y voit une incitation implicite à la guerre civile. Selon Marianne, il ne fait aucune distinction entre islamisme et islam, entre fondamentalistes et paisibles pratiquants : tous sont décrits comme des « colonisateurs », qui viendraient en France en y amenant leur histoire, leurs mœurs, et leurs lois islamiques, « qu'ils imposent de gré ou de force aux Français de souche qui doivent se soumettre […] ou fuir ». En octobre 2019, après des actes et propos islamophobes en France, TSA Algérie affirme que Zemmour « sillonne les plateaux de télévision pour déverser sa haine de l'islam et des musulmans ». Le New Statesman estime qu'il « alimente un conflit identitaire en France » et note que la presse française a indiqué que l'homme ayant attaqué une mosquée à Bayonne en 2019 admirait Zemmour,. En novembre 2019, France Culture diffuse — dans le cadre d'émissions consacrées aux « mécaniques du complotisme » — le chapitre 4 du « grand remplacement, un virus français » intitulé « la décennie Zemmour ».
En août 2021, Zemmour aborde à nouveau le sujet du « grand remplacement » dans Nice-Matin, déclarant : « Il y a un processus de remplacement de la population à partir du moment où il y a trop d'immigrés qui ne s'assimilent plus. C'est inévitable ». Il propose de stopper tous les flux migratoires, légaux et clandestins, réfugiés politiques, regroupement familial, étudiants étrangers, etc. Lorsque le journaliste rappelle à Zemmour que ce dernier est lui-même « issu du sud de la Méditerranée », Zemmour se décrit alors comme un « Français de branche, un exemple éclatant du modèle français de l'assimilation ».
France Info affirme que la formule « grand remplacement » s'accompagne de l'« idée complotiste selon laquelle les élites mondiales tentent d'organiser, via l'immigration, le remplacement de la population occidentale ». La chaîne de télévision d'information du groupe France Télévision relaie un extrait du livre La France n'a pas dit son dernier mot, publié par Zemmour en 2021 et dans lequel il déclare que les élites « n'ont pas hésité, au nom de la liberté individuelle, à favoriser encore et encore l'islamisation des pays occidentaux et en particulier de la France ». France Info relaie également un autre extrait dans lequel Zemmour écrit que « Le « grand remplacement » n'est ni un mythe ni un complot, mais un processus implacable ».
Lors de sa campagne présidentielle, Zemmour fait évoluer son discours, en apparence selon Le Monde, déclarant qu'il entend être « le président des Français de confession musulmane » et qu'il « distingue l'islam et les musulmans ». Le Monde estime cependant qu'il « n’a pas varié d’un pouce » puisqu'« il leur demande de « renoncer à la pratique de l’islam », religion qu’il cible toujours comme « l’ennemi » » et qu'il juge, de longue date, « incompatible avec la France et la République », n'étant selon lui pas qu'une religion mais « une nation, une loi et une civilisation », « un code juridique et politique ». Selon Le Monde, le projet de Zemmour « revient à abroger le principe de laïcité tel qu’issu de la loi du 9 décembre 1905, qui prévoit la non-immixtion de l’Etat dans les affaires cultuelles et l’égalité entre les cultes ». Didier Leschi, ancien chef du bureau central des cultes, président de l'Institut européen en sciences des religions à l'École pratique des hautes études, estime que Zemmour cherche à faire accepter aux musulmans « un statut de sous-citoyens » et à produire « une sorte d'apartheid en fonction de la foi ».

#### Déclarations sur les étrangers et les races
Selon Stéphane François, Zemmour soutient la thèse de l'existence des races humaines à partir de 2009, « en particulier celle d’une continuité ethnique des populations européennes ».
Le 13 novembre 2008, invité de l'émission Paris/Berlin sur Arte, Éric Zemmour fait des déclarations controversées en distinguant différentes races humaines. Il dit notamment à Rokhaya Diallo : « J'appartiens à la race blanche, vous appartenez à la race noire. » Arte se désolidarise par la suite de ces propos,. En 2014, Zemmour parie que l'équipe d'Allemagne de football, à cause de sa « diversité », sera battue par le Brésil. Selon lui, « l'Allemagne, elle gagnait que quand il n'y avait que des dolichocéphales blonds. C'est comme ça. C'est peut-être le hasard », le terme « dolichocéphales » faisant référence aux théories racialistes du début du XXe siècle. Le pari de Zemmour fut perdu quand l'Allemagne a battu 7 à 1 le Brésil en demi-finale puis l'Allemagne a remporté la compétition,.
Lors de l'émission On n'est pas couché du 4 octobre 2014 sur France 2, Aymeric Caron remet en cause une affirmation de Zemmour dans une chronique sur RTL en 2012 dans laquelle il affirmait : « Il y avait cinq millions d’étrangers en France et que leurs enfants de moins de quatre ans représentent sept millions. Douze millions… Ces chiffres sont passés inaperçus ». Éric Zemmour confirme alors sa déclaration en invoquant un rapport de l'Insee de 2012 sur l'immigration en France. Il s'avère néanmoins que les déclarations d'Éric Zemmour à ce propos sont factuellement fausses : dans L'Obs, la politologue Catherine Wihtol de Wenden explique que Zemmour amalgame les termes « immigré » et « étranger » et rappelle les définitions du département des populations de l'Organisation des Nations unies entre les deux notions. De son côté, le journal Libération, analyse les chiffres de l'Insee de 2012 : 5,34 millions d'immigrés en France ; 2,17 millions d'immigrés ont acquis la nationalité française, soit 3,17 millions d'immigrés n'ayant pas la nationalité française ; 0,55 million d'étrangers nés en France et n'ayant pas, ou pas encore, opté pour la nationalité française ; il y aurait donc 3,72 millions d'étrangers en France et non douze millions comme annoncés par Zemmour.
Le 13 octobre 2014, invité sur BFM TV, Éric Zemmour déclare : « un tiers des mariages sont avec des étrangers qui deviennent français — 90 000 sur 270 000 si mes chiffres sont exacts ». Selon Libération, 28,5 % des mariages sont mixtes : les affirmations de Zemmour, bien qu'imprécises, sont proches de la réalité ; le journal souligne toutefois que la totalité des mariages avec des étrangers (80 000) n'implique pas automatiquement que les étrangers concernés deviennent français comme le suggère Zemmour, tous n'effectuant pas les démarches nécessaires pour avoir la nationalité.
D'après le politologue et historien des idées Stéphane François, Zemmour, à l'origine conservateur et souverainiste, radicalise son discours qui devient ouvertement raciste à partir de la sortie de son livre Le Suicide français en 2015. Pour lui, le discours anti-immigration de Zemmour lui ouvre les portes de l'extrême droite, et notamment de la Nouvelle droite, prenant pour exemple une séance de dédicaces donnée par Zemmour à La Nouvelle librairie de François Bousquet ; ou plusieurs de ses entretiens pour la revue Éléments. Selon François, les condamnations de Zemmour pour incitation à la haine raciale lui valent également les sympathies de l'extrême droite la plus radicale.
Dans l'émission On est en direct du 11 septembre 2021 sur France 2, Éric Zemmour déclare que ni Mohammed Merah, enterré en Algérie, ni les enfants juifs qu'il a assassinés à Toulouse, enterrés en Israël, « n'appartenaient […] à la France ». Zemmour reprend ainsi son ouvrage La France n'a pas dit son dernier mot, où il affirme que « les anthropologues nous ont enseigné qu'on était du pays où on est enterré ». En réaction, Xavier Bertrand, candidat à l'élection présidentielle, qualifie Éric Zemmour de « grand diviseur » aux « propos monstrueux » et le CRIF note que Mme Halimi avait demandé que son fils soit enterré en Israël alors qu'elle n'avait pas de lien avec ce pays mais souhaitait que la sépulture de son fils ne puisse être souillée,. Le polémiste s'est depuis excusé auprès de Samuel Sandler, père et grand-père de trois autres victimes toulousaines, dont la famille est enterrée depuis le XVIIIe siècle au cimetière israélite de Wissembourg (Bas-Rhin),.
Lors de son meeting de décembre 2022, il développe la thèse selon laquelle « plus une société est hétérogène ethniquement, plus elle est violente et conflictuelle », et dénonce les « sociétés multiraciales ». Libération relève qu'il n'utilisait pas le terme de « race » durant la campagne présidentielle, tandis que ses proches assurent qu'il emploie les termes « ethnique », « culturel » et « racial » comme des synonymes. Marine Le Pen prend ses distances avec ces déclarations. Selon l'universitaire Cécile Alduy, il s'agit d'« une reprise au mot près d’une citation de Marine Le Pen qui est elle-même un copié-collé d’une phrase de son père ». L'universitaire Stéphane François affilie cette thèse à « la revue Europe Action, de Dominique Venner, dans les années 60, puis la Nouvelle Droite en général et particulièrement Guillaume Faye ».

#### Francisation des prénoms à la naissance
Le 10 janvier 2009, dans le Figaro Magazine, Éric Zemmour s'interroge sur l'« exaltation identitaire » réduisant « à rien le sentiment d'appartenance française ». Il situe le début de cette tendance dans les années 1980, avec le choix des prénoms des enfants, chacun cherchant « ses racines » ou se projetant dans une « modernité » anglo-saxonne. Il met en exergue le cas de Rachida Dati, ministre de la Justice, qui a prénommé sa fille, Zohra.
Le 31 mai 2016, dans une chronique sur RTL, Zemmour soutient la proposition faite par Robert Ménard de réformer l'état civil pour obliger à « franciser les prénoms » à la naissance. Zemmour affirme : « Depuis que la République existe, elle a imposé des prénoms tirés du calendrier des saints. Les révolutionnaires votèrent la première loi dans ce sens en l'an XI. Elle fut confirmée par une loi de 1965, sous Charles de Gaulle, et, en 1972, sous Georges Pompidou ». Les Décodeurs du Monde indiquent qu'Éric Zemmour « déform[e] les lois auxquelles il fait référence » : « Les lois de 1965 et 1972 auxquelles l'essayiste fait référence ne portent pas sur les prénoms de naissance, mais donnent la possibilité, dans différents cas, à des personnes qui acquièrent la nationalité française de faire “franciser leur prénom” si elles le souhaitent » ; en outre, « l'article 1er de la loi du 11 germinal de l'an XI (1er avril 1803) relative aux prénoms et changements de noms ne parle pas du “calendrier des saints”, mais dit que les prénoms acceptés à l'état civil seront “les noms en usage dans les différents calendriers, et ceux des personnages connus de l'histoire ancienne” » ; enfin, la circulaire de 1966 précise qu'elle tolère les prénoms étrangers, et préconise « l'admission des prénoms coraniques pour les enfants de Français musulmans », tout en conseillant d'adjoindre un prénom français pour « permettre ultérieurement une meilleure assimilation ».
En septembre 2018, Zemmour a un vif échange avec Hapsatou Sy sur le plateau de l'émission Les Terriens du dimanche !, présenté par Thierry Ardisson. Il déclare à la chroniqueuse que sa mère aurait pu l'appeler Corinne, dans une argumentation défendant l'idée que les prénoms donnés aux enfants doivent être issus du calendrier des saints. La scène est coupée au montage par la production qui craint des sanctions judiciaires, mais Hapsatou Sy fait diffuser la scène. En novembre de la même année, le mensuel L'Histoire rappelle à son tour que, même si « Zemmour croit dur comme fer » le contraire, la loi d'avril 1803 votée sous le Consulat n'impose nullement de choisir parmi les saints catholiques et que c'est au contraire la possibilité de recourir notamment à des noms de « personnages connus de l'histoire ancienne » qui permet par exemple à l'homme d'État Lazare Carnot de prénommer son fils « Sadi », du nom du poète persan homonyme. Pour ces propos, Éric Zemmour est condamné en janvier 2022 à 4 000 € d'amende et 3 000 € de dommages et intérêts, pour « injure publique à caractère raciste ».

### Propos sur les femmes
Tout au long de son activité d'essayiste et de journaliste, Éric Zemmour tient des propos sur les femmes — France Inter en recueille plusieurs dizaines — qui lui valent d'être largement qualifié de sexiste et de misogyne,,,. Il en ressort, selon France Inter, « une obsession des femmes », celles-ci étant ramenées à des « machines à castrer » ou à des proies,. Selon l'universitaire Mickaël Studnicki, Éric Zemmour est, depuis le début des années 2000 avec Alain Soral, l'un des deux « hérauts du masculinisme », en particulier à la télévision.
Dans Le Premier Sexe (2006) puis dans Le Suicide français (2014), il développe l'idée d'une « féminisation de la société » qui aurait entraîné non seulement le déclin du pouvoir masculin et ses corollaires, dont l'impuissance sexuelle, la perte de l'identité de l'homme, selon lui associée à l'agressivité, à la force physique et à la violence, mais aussi le « déclin national » et une crise de la masculinité, ce qui est propre à « l’imaginaire du camp nationaliste » selon Mickaël Studnicki. Il considère notamment que les relations entre les hommes et les femmes ont connu un basculement en France lors de la Première puis de la Seconde Guerre mondiale, qui ont fragilisé les hommes dans leur rapport à la guerre alors qu'ils en tiraient jusqu'alors leur « légitimité »,. Selon le sociologue Daniel Welzer-Lang, il serait opposé à l'égalité entre hommes et femmes, qu'il déconsidère en généralisant quelques exemples. Il perçoit les féministes comme des castratrices « qui auraient châtré les hommes ».
Éric Zemmour soutient notamment que les femmes et le pouvoir ne vont pas de pair : selon lui, beaucoup d'entre elles n'atteignent le pouvoir que grâce à leurs relations avec des hommes. Il déclare par exemple : « comment les femmes sont-elles entrées à l'Assemblée nationale et au Sénat ? Par des lois de parité qui ont obligé les gens à les mettre sur des listes. Et je ne vous dirai pas comment on les a mises là… On a mis les amies, les femmes, les maîtresses, etc. ». Le journaliste Éric Delvaux de France Inter conclut : « Selon Zemmour, si les femmes font de la politique aujourd'hui, c'est donc parce qu'elles ont couché avec des hommes ».
Zemmour, qui a autrefois déclaré « Je n'ai jamais rencontré une femme plus intelligente que moi » a aussi été mis en cause pour ses propos sur l'intelligence des femmes, notamment pour avoir déclaré « les femmes ont une forme d'intelligence différente de celle des hommes. Je suis désolé de le dire. Et les grands génies sont hommes ». Interrogé sur la sous-représentation des femmes dans les filières d'excellence, Zemmour répond que des études démontrent que déjà dans l'utérus, pendant la gestation, des « bombardements d'hormones » différencient les bébés filles et garçons, et que dans les classes préparatoires la concurrence est exacerbée, « c'est la guerre » dit-il, et que les filles n'ont pas envie de faire la guerre. La réponse est jugée « ultra-sexiste » par Les Inrocks.
Dans La France n'a pas dit son dernier mot (2021), Éric Zemmour prend la défense de Dominique Strauss-Kahn et Tariq Ramadan s'agissant de leurs accusations de viol. Concernant l'affaire Dominique Strauss-Kahn, il interprète la présentation de l'intéressé devant les caméras, menottes derrière le dos entre deux policiers, comme « un renversement de mille ans de culture royale et patriarcale française », « une castration de tous les hommes français. Le séducteur est devenu un violeur, le conquérant un coupable. ‘L’homme à femmes’ était loué pour sa force protectrice, il est enfermé et vitupéré pour sa violence intempérante ». Par ailleurs, il reconnaît ne rien savoir de l'affaire Tariq Ramadan, mais « demeure convaincu qu’il est tombé dans un piège » : « Les jeunes femmes qui l’accusent expliquent qu’elles ne peuvent se détacher de lui, que son aura les fascine, que son intelligence les ensorcelle, qu’il en profite pour les manipuler à sa guise »,.
Zemmour se défend de tout sexisme, prétendant au contraire être « le plus grand défenseur des femmes ». Dans La France n'a pas dit son dernier mot, il assume ses positions et assure être celui « qui défend » les femmes face à l'islam. Le Monde considère que « la vision des femmes de l’ancien chroniqueur du Figaro est décisive, parce qu’elle entretient un lien étroit avec sa hantise de l’immigration et une angoisse intime de la sexualité », au regard de ses propos qui établissent un lien entre ces thématiques. L'universitaire Philippe Corcuff souligne également « l'imbrication du racisme, du sexisme et de l'homophobie » dans le discours d'Éric Zemmour, comme chez celui d'Alain Soral, considérant les deux hommes comme « deux variantes de l'ultraconservatisme idéologique à la française ».
Durant sa campagne présidentielle, il cherche à occulter ou minimiser ses déclarations passées alors que les sondages révèlent qu'il connaît l'écart le plus grand entre les opinions des femmes et des hommes pour tous les candidats testés,. S'il se déclare « féministe comme tout le monde », « [si cela signifie] l'égalité entre les hommes et les femmes », il considère que celle-ci existerait déjà. En contre-offensive est lancé au printemps 2021 le collectif « Les femmes avec Zemmour », essentiellement actif en ligne,,. Cependant, selon Mediapart, les femmes sont largement minoritaires dans l'entourage d'Éric Zemmour et l'encadrement de sa campagne.

### Juifs français sous Vichy
Éric Zemmour a tenu dans des émissions audiovisuelles et dans ses ouvrages comme Le Suicide français des propos relativisant le rôle de Pétain et du régime de Vichy dans la déportation des Juifs de France et la Shoah en France, déclarant, par exemple, le 26 septembre 2021, dans Le Grand Rendez-vous sur Europe 1 et sur Cnews que « Vichy a protégé les Juifs français et donné les Juifs étrangers »,. Ces affirmations, contraires au consensus scientifique,,, lui valent d'être poursuivi pour contestation de crime contre l'humanité. Il est relaxé en première instance avant que le parquet général ne demande à la cour d'appel de Paris d'infirmer ce jugement.
Dans son livre Le Suicide français, Éric Zemmour s'appuie sur le livre publié en 2012 de l'historien Alain Michel Vichy et la Shoah : enquête sur le paradoxe français, pour défendre, contre Robert Paxton, la thèse d'après laquelle le régime de Vichy aurait conclu « un pacte avec le diable »,. Selon Zemmour, « Pétain a sauvé les Juifs français […] », «[…]à quatre-vingt-quinze pour cent »,. D'après la journaliste Chloé Leprince, Éric Zemmour défend la « thèse du glaive et du bouclier » de Robert Aron qui est réfutée par l'historiographie depuis les années 1960. Elle précise que le chroniqueur reproche également à Robert Paxton d'avoir travaillé seul sur la collaboration alors qu'en réalité sa thèse s'inscrit dans un travail « plus collectif ».
Tout en estimant que « Zemmour parle comme le polémiste qu'il est », Alain Michel reconnaît qu'il « respecte globalement l'approche qui est faite » dans son livre, mais précise que ce n'est pas Pétain qui a sauvé les Juifs mais la politique du gouvernement de Vichy approuvée par Pétain. Alain Michel rappelle que selon lui « Pétain était quelqu'un qui avait un vrai fond d'antisémitisme », à l'inverse de Laval.
Pour l'historien Robert Paxton, Michel ne mérite aucun crédit : « Alain Michel n’est pas un historien sérieux : on ne peut pas écrire ce qu’il a écrit si on a lu les textes de Vichy et les ouvrages récents sur l’application de ces textes », « l'argument de Zemmour est vide »,, tandis que des universitaires et chercheurs spécialisés dans l'étude de cette période comme André Kaspi, Laurent Joly ou encore Denis Peschanski expliquent que les assertions de Zemmour sont réductrices et fausses, et reprennent une thèse incongrue traditionnelle pour tenter de réhabiliter Pétain, alors que le sauvetage des Juifs qui l'ont été est pour eux à mettre au crédit de la population française.
Pour Joly, « Zemmour reprend un argument des défenseurs de Vichy ». Selon Peschanski, la thèse de Zemmour « correspond à un mouvement culturel très réactionnaire qui passe par la réappropriation d'un discours pétainiste — Travail, Famille, Patrie — et la dénonciation de ceux qui sont considérés comme responsables de la crise », c'est-à-dire les « immigrés pour Zemmour » comme l'étaient avant-guerre « les Juifs, les communistes, les étrangers et les francs-maçons ». Ce point de vue est également celui de l'historien Serge Berstein qui rappelle qu'en histoire, une « doxa » ayant pour base des éléments factuels dûment contrôlés sur lesquels s'accordent les historiens au-delà de leurs débats n'a rien de commun avec l'argument d'autorité, lui-même dépourvu de toute valeur.
Laurent Joly estime que « si l’on réécrit l’histoire de la déportation des Juifs, en ressortant les vieux arguments [du glaive et du bouclier], on habituera les électeurs à l’idée que, dans les situations d’exception, la raison d'État justifie de sacrifier certains droits, voire certaines parties de la population, pour sauver la France ». Joly estime ainsi que le projet politique de Zemmour lors de l'élection présidentielle française de 2022 « d’expulser 2 millions d’immigrés ou de suspendre certaines libertés publiques exige des mesures qui n’ont pas été prises… depuis Vichy. Justifier Vichy, c’est justifier qu’on puisse les mettre à nouveau en œuvre. Non plus contre les Juifs, mais contre les musulmans ».

### Peine de mort
En septembre 2021, Éric Zemmour déclare : « Je ne pense pas qu’on ait bien fait d’abolir la peine de mort. Philosophiquement, j’y suis favorable ».

### Relations internationales

#### Prise de positions sur les États-Unis
Lors de la campagne présidentielle de 2022, l'historien Nicolas Lebourg relève chez Éric Zemmour « un rejet des États-Unis et de l’Allemagne de longue date, qui témoigne d’ailleurs d’une position originale quand il était encore considéré comme de “droite conservatrice” ». Il mentionne également son évocation, dans ses livres, d'Angela Merkel comme d'un « gauleiter américain », ainsi que sa dénonciation de « l'impérialisme » de l'OTAN, auquel la Russie aurait raison de résister. Il en tire l'analyse suivante : « Peut-être y a-t-il une volonté de se présenter d’une belle manière à la puissance russe, mais, manifestement, cela correspond à une vraie représentation des relations internationales, à refonder complètement. Chez lui, la question est comme toujours structurée par le thème du « grand remplacement ». Il a cette phrase dans un livre de 2016, à propos de l’accueil des réfugiés par l’Allemagne : « En un siècle, par trois fois, les Allemands auront ainsi contribué de manière décisive au suicide européen : 1914, 1939, 2015. » Pour lui, l’histoire et l’espace international sont conditionnés par la concurrence biologique des masses, et le reste en découle ».

#### Relation avec Donald Trump
Selon Mediapart, les relations internationales de Zemmour sont « en grande partie d'abord » celles de Marion Maréchal. Lors de sa campagne présidentielle, Zemmour rencontre avec cette dernière Viktor Orbán et s'entretient par téléphone avec Donald Trump grâce aux liens anciens qu'elle avait noués avec l'alt-right américaine (Steve Bannon au premier chef). En janvier 2025, le journal Politico révèle qu'il a été invité, conjointement avec Sarah Knafo, à la journée d'investiture de Donald Trump.

#### Prise de positions sur la Russie
À plusieurs reprises, il déclare que Vladimir Poutine est un « patriote russe admirable », qui mène une « grande politique étrangère ». Il affirme notamment qu'il « rêve d’un Poutine Français » et qualifie le dirigeant russe de « dernier résistant à l'ouragan politiquement correct qui, parti d'Amérique, détruit toutes les structures traditionnelles, famille, religion, patrie ». S'il estime que la dislocation de l'URSS a « permis aux anciens captifs des tsars, Ukrainiens, Géorgiens, etc., de recouvrer une liberté fragile », Zemmour soutient que la révolution orange de 2004 en Ukraine est un « coup d'État pro-occidental » et un complot organisé par Wall Street au bénéfice de l'OTAN. Lors de la révolution ukrainienne de 2014, il affirme que « l'Ukraine n'existe pas » en raison de sa division entre l'Ouest paysan, catholique et occidentalisé, et l'Est ouvrier, orthodoxe et traditionnel. Considérant alors que « l'Ukraine et la Russie ne peuvent pas vivre l'une sans l'autre, et encore moins l'une contre l'autre », il soutient la nécessité d'une entente européenne de l'Atlantique à l'Oural, afin d'intégrer la Russie au jeu européen. Il affirme en 2015 que « la chimère d'une Ukraine unifiée […] a vécu ». Dans La France n'a pas dit son dernier mot, il dénonce l'OTAN et estime que « le dernier pays d'Europe à résister à cet impérialisme » est la Russie, et que celle-ci constitue pour lui « l'allié le plus fiable, plus que les Américains, plus que les Allemands, plus que les Anglais ».
En 2022, il condamne l'invasion de l'Ukraine par la Russie, après avoir déclaré qu'il ne croyait pas en la possibilité d'une telle invasion, qu'il qualifiait de « propagande US ». Il considère cependant que la montée des tensions, bien qu'incombant à la Russie, est « aussi le résultat de la politique menée par les Occidentaux et l'OTAN, qui n'ont cessé d'ignorer les préoccupations sécuritaires légitimes de la Russie »,. Il s'oppose aux sanctions contre la Russie et à la livraison d'armes aux Ukrainiens, propose la sortie de la France du commandement intégré de l'OTAN, ainsi que « la négociation d'un traité consacrant la fin de l'expansion » de l'OTAN, en échange du retrait des troupes russes,. Contrairement à la plupart des candidats à l'élection présidentielle, il se montre, dans un premier temps, défavorable à l'accueil de réfugiés ukrainiens et indique privilégier un soutien à la Pologne en ce sens,, ce qui lui vaut des attaques de LR et du RN comme étant « idéologue » et « inhumain ». Il revient finalement sur ses propos lors de son meeting à Toulon, déclarant : « pour ceux des Ukrainiens qui préfèrent venir en France, par exemple parce qu’ils y ont des attaches, parce qu’ils y ont de la famille, parce qu’ils sont francophones, alors il faut les accueillir le temps que les bombardements cessent et […] uniquement dans les communes qui ont les moyens de les accueillir et la volonté de les recevoir dignement ».
En mars 2022, la presse révèle que, dès 2015, Zemmour est identifié par les autorités russes comme un relai d'influence en Europe. Repéré par le lobbyiste et consultant Emmanuel Goût, il est alors invité par l'oligarque Vladimir Iakounine, proche de Poutine, chargé de créer un réseau pro-Kremlin en Europe pour façonner l'opinion de la société civile, à la suite de l'annexion de la Crimée, perçue défavorablement. Depuis plusieurs années, « Éric Zemmour prend la défense de Poutine dans ses édito du Figaro Magazine ». Iakounine, ancien agent du KGB, notamment pour le renseignement extérieur, est alors placé sous sanctions internationales. Après une interview avec Zemmour, il se félicite d'avoir trouvé « une personnalité politique influente » dont la Russie « a tant besoin » et garde des liens avec lui. Zemmour, sur son invitation, participe au colloque d'un think-tank à Saint-Petersbourg en janvier 2016, il y tient une conférence pour l'ONG de Iakounine puis donne une interview pour Rossiya 24. Interrogé par le JDD, Zemmour affirme ne pas connaître le nom de Iakounine. Zemmour est ensuite invité au forum Dialogue des civilisations à Rhodes, en Grèce, l'un des principaux outils d'influence du Kremlin auprès des décideurs européens. En 2017, le nom de Zemmour revient régulièrement dans des échanges entre Goût et l'administration présidentielle russe pour une opération secrète et une tribune contre le flux migratoire. En 2019, il est invité par l'ambassade de Russie en France à rencontrer Sergueï Lavrov, ministre des Affaires étrangères.
En 2018, après l'attaque chimique de Douma, il nie la responsabilité de Bachar el-Assad et rejette la faute sur les djihadistes. Il s'exprime également contre l'intervention de la coalition internationale dans la guerre civile syrienne, estimant que « C'est le problème des Syriens, ça ne nous concerne pas ». En 2019, il prétend qu'il n'est pas prouvé qu'Assad ait gazé son peuple chimiquement.
En février 2022, lors d’un déplacement à Bruxelles pendant la campagne présidentielle, il déclare être favorable au rattachement de la Wallonie à la France, réitérant une position dont il avait déjà fait part dans son ouvrage Mélancolie française (2010) dans lequel il a souligné que la Belgique est une construction artificielle créée sous l’impulsion du Royaume-Uni après la chute de Napoléon. En effet, la Belgique est selon lui « la RDA de la France, […], un arlequin diplomatique bricolé sans conviction par Talleyrand » dont la disparition serait inéluctable. Il estime qu’une réunion de la Wallonie à la France permettrait à cette dernière de retrouver son rang sur la scène internationale et de renforcer sa position économique et démographique par rapport à l’Allemagne,,.

### Propositions dans le cadre de sa campagne électorale

#### Immigration
Éric Zemmour fait campagne sur un projet « d’immigration zéro » : il entend limiter le flux d'étudiants étrangers à « quelques milliers » par année et « réduire le droit d’asile à quelques dizaines ou centaines de cas ». Évoquant « 14 % de gens qui viennent travailler », il est partisan de maintenir ce flux. Selon LCI, les propositions de Zemmour concernant l'immigration recoupent en grande partie celles de Marine Le Pen (fin du regroupement familial, fin du droit du sol). Le média relève également une mesure qui figurait dans le programme de François Fillon en 2017, à savoir l'expulsion des 25 % d'étrangers purgeant leur peine dans les prisons françaises en forçant leurs pays d'origine à les ré-accueillir sur leurs territoires, et en les menaçant en cas de refus de « supprimer les aides au développement » et de ne plus accorder de visas à leurs ressortissants.

#### Politique économique
À partir d'octobre 2021, Éric Zemmour présente un projet économique présentant des similitudes avec celui de François Fillon, candidat des Républicains à l'élection présidentielle de 2017.
Lors du salon du « made in France » de novembre 2021, il prône la réindustrialisation de la France et un rééquilibrage de la balance commerciale. Pour augmenter la compétitivité des entreprises françaises, il se prononce pour une baisse massive des impôts de production et de l'impôt sur les sociétés, et pour la suppression des droits des successions pour la transmission d'entreprise,. Afin de renforcer la souveraineté économique de la France, il propose d'augmenter la taxation des produits issus de l'importation extracommunautaire (dont la Chine) et appelle à la création d'un grand ministère de l'Industrie veillant notamment à orienter la commande publique vers les entreprises françaises. Il est opposé au retour de l'ISF.
Il déclare vouloir libérer les entrepreneurs, agriculteurs et indépendants de l'« enfer bureaucratique ». Il propose de créer un haut-commissariat chargé de la simplification administrative, qui serait selon lui une « première étape indispensable pour redonner de l’oxygène à nos entreprises ».
Selon le chercheur Gilles Ivaldi, 43 % de ses mesures économiques « sont orientées à droite, soit plus du double de Marine Le Pen » : « Cet ancrage libéral est visible dans ses propositions d’allègement de l’IFI et des droits de succession, de retraite à 64 ans, de défiscalisation des heures supplémentaires, de réorientation des fonds destinés à la politique de la ville, de suspension des allocations familiales pour les parents d’élèves « perturbateurs » ou « absentéistes », de suppression de la loi SRU ou de « lutte contre la bureaucratie » ». Cependant, Gilles Ivaldi indique qu'« on reste loin toutefois avec Éric Zemmour d’un positionnement économique libéral tel qu’incarné notamment par Jean-Marie Le Pen au détour des années 1980, à un moment où la droite française dans son ensemble était, il faut le rappeler, tombée sous le charme de la révolution reaganienne aux États-Unis ».
Dans Mediapart, Romaric Godin souligne l'« influence du néolibéralisme historique » sur ses propositions et le présente comme « un représentant de [la] mouvance fascisante au sein du néolibéralisme » qui « prend de plus en plus d’importance dans le monde depuis ces dernières années », à l'instar de Donald Trump ou des extrêmes droites italienne et allemande. Alors que Marine Le Pen juge son projet économique « marqué par un ultralibéralisme », le ministre Gérald Darmanin le qualifie de « marxiste »,.

#### Travail
En novembre 2021, Éric Zemmour annonce vouloir abaisser la CSG sur les bas salaires pour revaloriser les rémunérations nettes. Il prétend ainsi donner « l’équivalent d’un treizième mois pour les travailleurs au SMIC ». Il déclare que « notre protection sociale obèse a été dévoyée et ouverte aux quatre vents », et se donne pour objectif de financer cette baisse de la CSG en luttant contre la fraude sociale et en mettant fin aux aides sociales pour les étrangers extracommunautaires. Ses déclarations sur l'Aide médicale d'État sont contestées par des associations de médecins et par des journaux comme L'Obs, dénonçant des « contre-vérités ».
Il prévoit de « sécuriser le régime de retraite en repoussant l’âge légal de départ à la retraite à 64 ans d’ici 2030 et en augmentant d’une année la durée de cotisation d’ici la fin du quinquennat », ce qui « doit permettre d’économiser près de 15 milliards d’euros en année pleine ». Zemmour prévoit ainsi « d'amorcer une réduction du déficit public dès 2023 » et de « repasser sous le seuil des 3% dès 2025 ». Il indique également vouloir tenir compte de la pénibilité de certains métiers,.

#### Éducation
Pour « relégitimer l'autorité et la discipline », Éric Zemmour propose en octobre 2021 de supprimer les allocations aux parents qui « ne sanctionnent pas leur enfant » perturbateur. De plus, il souhaite le port de l'uniforme à l'école.
Le 14 janvier 2022, lors d'une rencontre avec des professeurs dans l'Aisne, il propose que les enfants handicapés soient scolarisés dans des « établissements spécialisés sauf pour les gens légèrement handicapés évidemment », plutôt que dans les classes ordinaires avec les autres enfants, et dénonce « l'obsession de l'inclusion » ; face aux réactions négatives à cette proposition émanant de tout l'arc politique, il ajoute sur les réseaux sociaux vouloir « des solutions adaptées, personnalisés et souples ». Le lendemain, dans la continuité des réactions, Zemmour et son équipe publient une vidéo s'adressant aux parents d'enfants handicapés. Dans cette dernière, le candidat de Reconquête dénonce « des propos détournés » et « un faux procès parce qu['il dit] la vérité et la vérité blesse les gens de pouvoir » puis maintient sa vision déclarant « oui, je refuse l'obsession égalitariste quand elle culpabilise les parents qui veulent pour leur(s) enfant(s) une scolarité adaptée […] alors qu'ils font plus d'efforts et plus de sacrifices que tous les autres ».

#### Audiovisuel public
Éric Zemmour indique en octobre 2021 qu'il souhaite supprimer la redevance audiovisuelle — une taxe finançant notamment les groupes publics de France Télévisions et de Radio France —, qu'il qualifie de « machine de propagande inouïe, au service d’une idéologie qui déteste la France ». Même s'il a « vu sa notoriété grandir grâce à France 2 », il ajoute le 15 décembre qu'il souhaite privatiser, « en particulier France Inter et France Télévisions ». Peu après, l'ex-président de la République François Hollande réagit en déclarant dans la presse que l'homme d'affaires Vincent Bolloré, déjà propriétaire de deux chaînes de télévisions, a « choisi Zemmour comme porte-parole de ses intérêts » tandis qu'un livre-enquête publié en janvier 2021 accuse Zemmour d'être soutenu par des milliardaires ayant pesé sur les trois dernières présidentielles,,. La suppression de la redevance audiovisuelle découlerait ainsi de la privatisation.

#### Euro et Union européenne
Le programme souverainiste d'Éric Zemmour propose de « mettre fin à la surtransposition des règles européennes », de « faire primer toute nouvelle loi nationale sur le droit européen existant », et de « bloquer tout nouveau transfert de compétence et faire appliquer rigoureusement le principe de subsidiarité ». Opposé à l'euro dans ses livres, Zemmour considère durant sa campagne présidentielle que si « l'entrée dans l'euro était une mauvaise idée, en sortir serait pire ». Il prône un maintien dans l'Union européenne tout en s'affranchissant de ses règles, suggérant de « faire des bras de fer » avec les institutions, et surtout de « faire ce qu'on a envie de faire quand on a envie de le faire ». Certains observateurs assimilent ce positionnement à une forme de « soft Frexit » ou à un « Frexit caché », à l'instar de celui de Marine Le Pen et Jean-Luc Mélenchon,.

#### Santé
Au sujet de la pandémie de Covid-19, Éric Zemmour s'oppose lors de sa campagne à plusieurs mesures prises par le gouvernement Castex telles que le passe vaccinal, mais il aborde peu le sujet, estimant que la pandémie est instrumentalisée par Emmanuel Macron et son gouvernement. Pour l'équipe de campagne de Zemmour, la pandémie n'est pas un sujet profond ou de long terme qui justifierait d'en faire un sujet central dans la campagne électorale. Zemmour préconise néanmoins de « devoir vivre avec le virus » et appelle les personnes âgées ou à risque à se faire vacciner,.
Afin de lutter face à la difficulté grandissante pour accéder aux soins le soir et le week-end, Éric Zemmour propose de réinstaurer l'obligation de garde des médecins généralistes, une proposition qu'il est le seul candidat à soutenir.

## Polémiques, critiques et réactions

### Accusations de désinformation
Les Décodeurs du journal Le Monde indiquent que certaines des déclarations du polémiste sont exagérées, erronées ou s'appuient sur des fausses informations,,. D'autres journalistes ont aussi relevé des fausses informations émises par Éric Zemmour,,.
En août 2020, dans Face à l'info, dans une violente attaque contre Danièle Obono, il déclare l'avoir vue « refuser de dire « vive la France » », « vu[e] interdire des réunions aux Blancs » et « vu[e] dire tout son amour pour Mohammed Merah ». CheckNews de Libération et La Dépêche du Midi indiquent que les propos de Zemmour sont faux ou hors contexte, l'affirmation « Je suis Mohamed Merah. Mohamed Merah c’est moi » étant de Houria Bouteldja et la députée LFI soutenant les réunions non-mixtes mais n'en ayant pas organisé,. Après une longue procédure judiciaire, CNews est condamnée à lire un droit de réponse de la parlementaire, qui réfute elle aussi les propos d'Éric Zemmour,.
Bien qu'il ait souvent mis en avant son goût pour l'histoire de France, de nombreux historiens condamnent et réfutent ses écrits sur le sujet, au-delà de ses propos sur le régime de Vichy et sur la Shoah. Aurore Chéry, Christophe Naudin et William Blanc pointent sa tendance à « tordre les faits, à enchaîner les anachronismes et les erreurs évidentes, ou à ne choisir que ce qui étaye sa thèse ». Plusieurs spécialistes ont soulevé des erreurs et amalgames, notamment sur le Moyen Âge ou sur le XVIIIe siècle. En février 2022, un collectif de seize historiennes et historiens publie aux éditions Gallimard, dans la collection « Tracts », l'ouvrage Zemmour contre l'histoire, recensant une partie de ses contre-vérités. Pour Télérama, « ce fact-checking pourrait prêter à sourire. Là où ne se marre plus du tout, c’est quand les historiens montrent à quel point Éric Zemmour manipule l’histoire pour mieux développer une rhétorique complotiste et décliniste de la France, légitimer la violence et l’exclusion et promouvoir une vision raciste et misogyne de l’humanité ». Il est en outre critiqué par Gérard Noiriel pour sa « volonté de discréditer toute une profession » d'historiens, pour ensuite se prétendre bâillonné face aux critiques. Dans le même sens, l'historien Nicolas Offenstadt estime : « Les historiens sont ses cibles favorites, parce qu'on défend un idéal de vérité, qu'il bafoue en permanence. Il fait de l'histoire une arme politique. Les historiens professionnels sont ses ennemis, mais en fait il veut se débarrasser de la vérité. Il raconte n'importe quoi sur le Moyen Âge, sur Vichy, la Grande Guerre. Il ne passerait pas une demie première année d'histoire avec ce qu'il raconte dans ses livres ».

### Accusations d'agressions sexuelles
En avril 2021, à la suite du déploiement d'une affiche géante promouvant sa candidature à l'élection présidentielle de 2022 à Aix-en-Provence, six femmes accusent Éric Zemmour d'agressions sexuelles dans les médias,. Celui-ci dénonce une « affaire politique » liée à une potentielle candidature à la présidence de la République, tandis que CNews maintient sa présence à l'antenne,. En mai suivant, Mediapart rapporte le témoignage de deux autres journalistes qui affirment ne pas avoir déposé plainte, l'une pour préserver sa carrière naissante, l'autre pour ne pas nuire à l'essayiste. Dans cet article, comme le précédent, Mediapart recoupe les déclarations de ces femmes avec celles de témoins de l'époque et apporte des éléments matériels, notamment un SMS constaté par huissier dans lequel Zemmour écrit à une attachée de presse « Alors j’attendrai que vous m’invitiez chez vous pour vous violer ! ».
Pour son avocat Olivier Pardo, il n'y aurait pas d'affaire : « Pas de plainte, des affirmations… Comment voulez-vous répondre à cela ? Cela fait partie des attaques obligées : le sexisme, le racisme, l'extrémisme… Tout cela ne tient pas, dans un moment de campagne politique ». Interrogé en décembre 2021 par France 2, Zemmour ne dément pas les faits qui lui sont reprochés mais déclare : « Je n’ai pas à répondre parce que c’est la vie privée et je ne parle pas de ma vie privée ». L'avocate spécialiste des droits des femmes Khadija Azougach rappelle notamment que les agressions sexuelles sont des infractions. Questionner une personne sur des accusations de cet ordre « n'est pas une atteinte à la vie privée, comme le serait la publication de clichés volés […]. La vie privée est un principe fondamental, un droit, personne ne le remet en question […]. Mais ce n'est certainement pas un argument de défense entendable quand on est accusé d'agression sexuelle ». Selon Marlène Coulomb-Gully — chercheuse en communication politique —, « La classe politique a le devoir d'être exemplaire […]. Il y a un devoir de transparence envers les électeurs puisqu'on leur donne nos votes, et avec, notre confiance. Il est normal que les citoyens aient un droit de regard sur la façon dont un homme politique traite les femmes ».
Le 8 mars 2022, à la suite d'une enquête de plusieurs mois, Médiapart publie un article et une vidéo où huit femmes, certaines à visage découvert, témoignent des faits qui se seraient déroulés entre 1999 et 2019.

### Tentative de manipulation de Wikipédia par ses équipes
Dans son livre Au cœur du Z, paru en février 2022, le journaliste Vincent Bresson dévoile avoir infiltré un groupe de militants nommé « WikiZédia » qui souhaite « zemmourifier Wikipédia », se concertant sur la messagerie chiffrée Telegram et Discord pour promouvoir le candidat Éric Zemmour sur le projet d'encyclopédie en ligne Wikipédia,.
Cette cellule, dirigée par Samuel Lafont, chef de la campagne numérique de Zemmour, inclut une personne connue sous le pseudonyme de Cheep — le premier contributeur de l'article de Zemmour en nombre de modifications —, qui écrit sur Telegram : « le but de la mission est de rendre Éric Zemmour, Génération Z et Les Amis d’Éric Zemmour le plus visibles possible sur Wikipédia, de plusieurs manières ». Ce bénévole expérimenté conseille aux autres militants de ne pas paraitre orientés et se plaint de ne pas pouvoir modifier davantage la page du parti Reconquête. Il tente par ailleurs de présenter sous un jour favorable et conforme à la vision de Zemmour le rôle de Philippe Pétain et Pierre Laval dans la déportation et la persécution des Juifs, ou de supprimer du contenu au sujet d'une seconde polémique amorcée par Zemmour concernant les personnes LGBT,. « Cheep » est banni de Wikipédia en français en compagnie de six autres comptes après ces révélations.

## Condamnations, relaxes et poursuites judiciaires

### Condamnations

#### 2011: provocation à la discrimination raciale
Le 6 mars 2010, dans le cadre de la promotion de son livre Mélancolie française, Éric Zemmour affirme sur France Ô que les employeurs « ont le droit de refuser des Arabes ou des Noirs ». Le même jour, dans l'émission Salut les Terriens animée par Thierry Ardisson, Canal+ diffuse ces propos du polémiste sur les contrôles au faciès : « Mais pourquoi on est contrôlé 17 fois ? Pourquoi ? Parce que la plupart des trafiquants sont noirs et arabes, c'est comme ça, c'est un fait ». Dans les jours suivant la télédiffusion de ces propos, la LICRA engage des poursuites judiciaires contre le journaliste. Dans le sillage de ces poursuites, le club Averroes et le MRAP saisissent le CSA.
Le MRAP déplore que les origines — et non pas la situation sociale — soient mises en rapport avec le taux de délinquance. De même, la CGT condamne le « fait de lier les méfaits de délinquants à leur origine et non pas à leur marginalisation sociale marquée par la misère des quartiers ghettos ». La procureure Anne de Fontette estime que Zemmour reprend le « vieux stéréotype qui assimile l'immigration à la délinquance ». Pour SOS Racisme, Zemmour définit « une population criminogène en fonction de son apparence et de son origine », ce qui « fait passer un mensonge pour un fait établi ».
Après plusieurs reports du fait de la multiplication des plaintes avec constitutions de parties civiles, le procès se tient en février 2011 et Zemmour bénéficie des témoignages de Robert Ménard et d'Éric Naulleau. Zemmour se défend en affirmant être un observateur fidèle de la réalité qui refuse le « politiquement correct ».
Le 18 février 2011, la 17e chambre du tribunal judiciaire de Paris le condamne pour provocation à la discrimination raciale. Elle estime que Zemmour a « justifié une pratique discriminatoire illégale — la discrimination à l'embauche — en la présentant comme licite » et qu'il a « dépassé les limites autorisées de la liberté d'expression ».
Dans un premier jugement, découlant des poursuites engagées par SOS Racisme, la LICRA et le MRAP, la 17e chambre du tribunal le condamne à une amende de 1 000 euros avec sursis ainsi qu'à verser 1 000 euros de dommages-intérêts et 2 000 euros de frais de justice à chacune des trois associations (soit un total de 9 000 euros).
Le second jugement, concernant les poursuites de l'Union des étudiants juifs de France et J'accuse, ne concerne que les propos diffusés sur Canal+. Zemmour est condamné à une amende de 1 000 euros avec sursis ainsi qu'à verser 1 euro à chacune des parties civiles et 750 euros de frais de justice (soit un total de 1 502 euros),.
Le 1er mars 2011, Zemmour annonce qu'il n'interjette pas appel. Le 2 mars 2011, il est invité par Hervé Novelli et ovationné par les parlementaires de l'UMP à la convention nationale des Réformateurs. Il y suggère dans un discours aux députés UMP de supprimer les lois sur la discrimination raciale, les lois mémorielles, l'action pénale des associations antiracistes et leurs subventions. À la suite de ce jugement, le président de SOS Racisme, Dominique Sopo, et la CGT demandent à Rémy Pflimlin, PDG de France Télévisions de tenir compte du procès et de prendre des sanctions contre Éric Zemmour.

#### 2018: provocation à la haine religieuse envers les musulmans
Dans l'émission C à vous sur France 5 du 6 septembre 2016, en promotion pour le lancement du livre Un quinquennat pour rien, Éric Zemmour déclare à propos des musulmans qu'il faut « leur donner le choix entre l'islam et la France » et que « tous les musulmans, qu'ils le disent ou qu'ils ne le disent pas », considèrent les jihadistes comme de « bons musulmans ». Le 3 mai 2018, la cour d'appel de Paris estime que ces passages ne comportent « pas d’exhortation, même implicite, à la provocation à la haine ». Cependant la juridiction le condamne à 5 000 euros d'amende pour provocation à la haine religieuse, ainsi qu'à verser un euro de dommages et intérêts à l'association CAPJPO-EuroPalestine et 3 000 euros pour les frais de justice. La cour considère que les propos de Zemmour « visaient les musulmans dans leur globalité et constituaient une exhortation implicite à la discrimination », quand il déclarait que la France vivait « depuis trente ans une invasion » et que « dans les innombrables banlieues françaises où de nombreuses jeunes filles sont voilées » se jouait une « lutte pour islamiser un territoire », « un djihad »,.
Le 17 septembre 2019, la Cour de cassation, relevant contre lui « une exhortation implicite à la discrimination », « un appel à la discrimination », rejette son pourvoi, rendant sa condamnation en appel définitive en droit interne. Zemmour saisit ensuite la Cour européenne des droits de l'homme sur le fondement de l'article 10 de la Convention européenne des droits de l'homme protégeant la liberté d'expression, son avocat, maître Antoine Beauquier, invoquant aussi « une atteinte au procès équitable ». Le 20 décembre 2022, la CEDH le déboute, estimant que « ses propos, présentés comme le fruit d'une “analyse historique et théologique”, contenaient en réalité des assertions négatives et discriminatoires de nature à attiser un clivage entre les Français et la communauté musulmane » ; sa condamnation est donc validée,.

#### 2020-2024: provocation à la haine raciale et injures publiques à caractère raciste
Le 1er octobre 2020, le parquet de Paris ouvre une enquête pour « provocation à la haine raciale » et « injures publiques à caractère raciste » à la suite des propos d'Éric Zemmour, lequel a déclaré la veille dans l'émission Face à l'info de CNews, sur la question des mineurs isolés étrangers après une attaque terroriste devant les anciens locaux de Charlie Hebdo : « Ces jeunes, comme le reste de l'immigration […] n'ont rien à faire ici : ils sont voleurs, ils sont assassins, ils sont violeurs, c'est tout ce qu'ils sont ; il faut les renvoyer et il ne faut même pas qu'ils viennent »,. Plusieurs départements, la LICRA et SOS Racisme portent plainte,.
Le CSA prononce en mars 2021 une amende de 200 000 euros à l'encontre de CNews pour les propos de Zemmour considérés comme une « incitation à la haine » et « à la violence ». C'est la première fois qu'une chaîne d'information en continu fait l'objet d'une sanction pécuniaire de la part de l'autorité de régulation. En juillet 2022, le Conseil d'État rejette les demandes d'annulation de CNEWS et confirme l'amende de 200 000 euros. En janvier 2025, la Cour européénne des droits de l'homme rejète le recours déposé par CNEWS et le polémiste.
Le 17 janvier 2022, Zemmour est condamné par une chambre correctionnelle du tribunal judiciaire de Paris pour « complicité d'injure raciale et de provocation à la haine » à une amende de 10 000 euros. La condamnation est confirmée le 12 septembre 2024 par la cour d'appel de Paris. L'avocat d'Éric Zemmour annonce un pourvoi en cassation car il estime que les mineurs isolés ne sont ni « une race ou une ethnie ».

#### 2022: contrefaçon de droits d'auteur et atteinte au droit moral
Le 4 mars 2022, Zemmour, le parti Reconquête et François Miramont, alors responsable de l'association Les Amis de Zemmour, sont condamnés par le tribunal judiciaire de Paris à verser 165 000 euros aux plaignants, parmi lesquels les sociétés Gaumont et EuropaCorp, les réalisateurs Luc Besson et François Ozon, la Société des auteurs et compositeurs dramatiques (SACD) ou encore les ayants droit du réalisateur Henri Verneuil et de l'écrivain Jacques Prévert, qui l'avaient attaqué pour l'usage non autorisé d'extraits de leurs films dans son clip d'annonce de candidature. Le tribunal a jugé que le droit de courte citation ne s'appliquait pas dans ce cas, car les extraits de films étaient utilisés pour illustrer le clip et non pour « un but exclusif d'information immédiate en relation directe avec les œuvres dont ils sont issus »,. La condamnation est définitive car Éric Zemmour n'a pas fait appel de la décision judiciaire.

#### Janvier 2023: injure à caractère raciste
Le 12 janvier 2023, le tribunal de Paris condamne Zemmour à 4 000 euros d'amende et 3 000 euros de dommages et intérêts pour ses propos jugés racistes et outrageants tenus à l'égard d'Hapsatou Sy. Le polémiste fait appel de la décision judiciaire,,. La condamnation est confirmée en appel le 28 mars 2024 par la cour d'appel de Paris condamne par ailleurs Éric Zemmour à payer 3 000 euros supplémentaires à Hapsatou Sy pour ses frais de procédures,. L'homme politique annonce vouloir engager un pourvoi en cassation.

#### Février 2024: complicité de diffamation
Le 7 février 2024, Éric Zemmour est condamné à 1 000 euros d'amende avec sursis et 1 000 euros de dommages et intérêts par le tribunal correctionnel de Paris pour complicité de diffamation publique concernant des propos tenus en 2020 à l'encontre de la députée Danièle Obono qu'il avait accusée « de dire tout son amour pour Mohamed Merah, qui tue des enfants juifs ».

#### Février 2024: condamnation pour provocation à la haine contre les migrants et les mineurs isolés
Le 25 septembre 2020, le tribunal judiciaire de Paris condamne Éric Zemmour à une amende de 10 000 euros pour « injure et provocation à la haine », en raison des propos qu'il avait tenus en septembre 2019 lors d'un violent discours à l'encontre des musulmans et de l'immigration, en ouverture de la convention de la droite organisée par des proches de Marion Maréchal. Dans son jugement, le tribunal considère que, « en distinguant parmi les Français l’ensemble des musulmans opposés aux « Français de souche » et en les désignant, ainsi que les immigrés musulmans vivant en France, non seulement comme des criminels auteurs des attentats de 2015 mais comme d’anciens colonisés devenus colonisateurs », les propos tenus « constituent une exhortation, tantôt implicite tantôt explicite, à la discrimination et à la haine à l’égard de la communauté musulmane et à sa religion ». Zemmour est également condamné à payer un euro de dommages et intérêts ainsi que 1 500 euros au titre des frais de justice à huit associations parties civiles, dont la Ligue des droits de l'homme et SOS Racisme.
Zemmour interjette appel. L'audience d'appel a lieu le 2 juin 2021. La cour d'appel de Paris prononce sa relaxe le 8 septembre 2021. Le parquet général forme un pourvoi en cassation. Le 21 février 2023, la Cour de cassation annule la relaxe et ordonne un nouveau procès devant la cour d'appel de Paris pour injures publiques et provocation à la haine raciale.
De nouveau jugé en appel le 22 février 2024, Éric Zemmour est condamné pour provocation à la haine contre les migrants et les mineurs isolés à la suite de sa diatribe. La cour d’appel de Paris qui le reconnait coupable d’injures publiques en raison de l’origine, l’ethnie et la Nation le condamne à 15 000 euros d'amende. Le polémiste est également condamné à verser 1000 euros de dommages et intérêts et 2000 euros de frais de procédure à quatre associations antiracistes,.

#### Mars 2025: condamnation pour injure raciale
Le 26 mars 2025, le tribunal correctionnel de Paris condamne Éric Zemmour à une peine de 9 000 €, pour injure raciale, pour des propos tenus à l'occasion de l'affaire de Crépol. La cour précise que faute de versement de l'amende, une incarcération de l'homme politique pourrait avoir lieu,,.

#### Avril 2025: condamnation pour contestation de crime contre l'humanité
Le 14 octobre 2019, dans l’émission Face à l’info, Bernard-Henri Lévy accuse Éric Zemmour de révisionnisme lorsque celui-ci affirme que « Pétain avait sauvé les juifs français ». Le polémiste maintient alors que « Pétain a été plus royaliste que le roi, il a édicté des décrets en 1940 que l’Allemagne ne lui a pas demandés » ,,. Pour ces derniers propos, il est alors entendu par la 17e chambre correctionnelle le 9 décembre 2020 pour contestation de crime contre l'humanité.
Il est relaxé le 4 février 2021 par le tribunal judiciaire de Paris. Les magistrats estiment que les propos relèvent bien du négationnisme mais qu'ils sont intervenus , « dans un contexte » d'une réponse « à brûle-pourpoint lors d'un débat sur la guerre en Syrie »,. En mai 2022, sa relaxe est confirmée en appel car les magistrats estiment alors que l'infraction de « contestation de crimes contre l'humanité n'est pas caractérisée » parce qu'en avril 1945, la Haute Cour de justice n'avait pas reconnu Pétain coupable de crimes contre l'humanité. Le 19 mai, le parquet général forme un pourvoi en cassation. Le 5 septembre 2023, la relaxe est cassée par la Cour de cassation qui estime que « les propos reprochés peuvent constituer un délit même s'ils portent sur une personnalité qui n'a pas été condamnée pour crime contre l'humanité ». Le 12 février 2025, il est de nouveau jugé par la cour d’appel de Paris,,,,.
Le 2 avril 2025, il est condamné par la cour d'appel de Paris à 10 000 € d'amende,,. Dans la foulée, il annonce à travers un communiqué se pourvoir en cassation et affirme qu'il n'a « à aucun moment souhaité défendre Pétain »,. La cour d’appel l’a également condamné à verser 1 € de dommages et intérêts et 1 200 € au titre des frais de justice à chacune des cinq associations parties civiles.

### Relaxes

#### 2008: plainte pour diffamation contre son livrePetit Frère
En 2008, à la suite de la parution de son roman Petit Frère, dans lequel un Juif est tué par un jeune maghrébin sur un parking, Zemmour reconnaît s'être inspiré d'un fait divers survenu quelques années plus tôt : le meurtre de Sébastien Selam par Adel Amastaibou, son ami d'enfance et voisin de palier,. Zemmour est poursuivi en justice par la famille qui demande l'interdiction du livre. Selon l'avocat de la famille, dans le roman, la victime est décrite comme un mauvais juif, sa mère diffamée et son grand-père accusé des pires maux. Zemmour gagne le procès.

#### 2014: chronique sur RTL
Le 17 juin 2014, le Conseil supérieur de l'audiovisuel (CSA), saisi par le Conseil représentatif des associations noires (CRAN), met « fermement en garde » RTL après une chronique d'Éric Zemmour diffusée le 6 mai, estimant les propos tenus « de nature à encourager des comportements discriminatoires vis-à-vis des populations expressément désignées, et de pouvoir inciter à la haine ou à la violence à l'encontre de celles-ci ». Les propos incriminés sont : « Notre territoire, privé de la protection de ses anciennes frontières, renoue dans les villes, mais aussi dans les campagnes, avec les grandes razzias, les pillages d'autrefois. Les Normands, les Huns, les Arabes, les grandes invasions d'après la chute de Rome sont désormais remplacées par des bandes de Tchétchènes, de Roms, de Kosovars, de Maghrébins, d'Africains, qui dévalisent, violentent ou dépouillent ». Le CSA a également estimé que RTL avait « manqué, en permettant la diffusion de ces propos, à l'obligation de maîtrise de l'antenne », rappelant que la chronique avait été communiquée préalablement par son auteur aux responsables de la station.
Poursuivi pour « incitation à la haine raciale » pour ces propos, Zemmour est relaxé en septembre 2015 par le tribunal correctionnel de Paris, qui a jugé qu'« aussi excessifs, choquants ou provocants que ces propos puissent paraître », ils ne s'appliquent « qu'à une fraction des communautés visées et non à celles-ci dans leur ensemble ». La cour d'appel de Paris confirme la relaxe le 22 juin 2016.

#### 2014: propos sur les musulmans dans leCorriere della Sera
Le 30 octobre 2014, il déclare au journal italien Corriere della Sera : « Les musulmans ont leur code civil, c'est le Coran. Ils vivent entre eux, dans les périphéries. Les Français ont été obligés de s'en aller ». Le journaliste lui demande alors : « Mais vous ne pensez pas que ce soit irréaliste de penser qu'on prend des millions de personnes, on les met dans des avions pour les chasser ? ». Zemmour répond : « Je sais, c'est irréaliste, mais l'histoire est surprenante. Qui aurait dit en 1940 qu'un million de pieds-noirs, vingt ans plus tard, seraient partis d'Algérie pour revenir en France ? Ou bien qu'après la guerre, cinq ou six millions d'Allemands auraient abandonné l'Europe centrale et orientale où ils vivaient depuis des siècles ? ».
Le 17 décembre 2015, Zemmour est condamné en première instance à 3 000 euros d'amende, pour provocation à la haine envers les musulmans. La condamnation est confirmée par la cour d'appel de Paris le 17 novembre 2016. En janvier 2018, la Cour de cassation annule la condamnation. Éric Zemmour est relaxé le 29 novembre 2018 par la cour d'appel de Paris, les juges estimant qu'« il n'est pas prouvé que Zemmour, poursuivi en tant qu'interviewé, savait que ce journal était publié en France ».

#### 2016: accusation de diffamation par Cécile Duflot pour des propos sur l'affaire Baupin
Le 12 mai 2016, Éric Zemmour déclare sur RTL qu'en publiant les échanges téléphoniques de Denis Baupin, « Mediapart a violé toutes les règles du respect de la vie privée » et que ces journalistes se font « aussi et surtout les instruments consentants de la vengeance politicienne de Cécile Duflot contre Emmanuelle Cosse, la compagne de Denis Baupin, qui l'a trahie pour un plat de lentilles ministériel ». Le 6 février 2018, le tribunal correctionnel de Paris relaxe Éric Zemmour, estimant que ses allégations envers Cécile Duflot ne sont pas diffamatoires.

#### 2017: propos d'Éric Zemmour sur la discrimination, annulation de la décision du CSA
Le 2 février 2017, Éric Zemmour déclare sur RTL : « La non-discrimination est présentée abusivement comme un synonyme de l'égalité alors qu'elle est devenue au fil du temps une machine à désintégrer la nation, la famille, la société au nom des droits d'un individu roi ». Le 14 juin 2017, RTL est mis en demeure par le CSA pour avoir diffusé un « éloge de la discrimination » sans aucune « contradiction ni mise en perspective ». Le 15 octobre 2018, le Conseil d'État annule la décision du CSA.

#### Octobre 2019: plainte pour injure à caractère homophobe
Le 28 septembre 2023, Éric Zemmour est condamné en première instance à 4 000 euros d'amende pour injure homophobe après avoir déclaré sur Cnews en octobre 2019 que « que les personnes homosexuelles avaient asservi l’État à leur profit »,. Il est relaxé en appel le 12 septembre 2024, la cour estime que « les propos incriminés ne sont pas injurieux envers un groupe de personnes à raison de leur orientation sexuelle ». L’avocat de l’association Stop Homophobie indique vouloir former un pourvoi en cassation.

#### Janvier 2022: accusation de provocation à la discrimination
En janvier 2022, il affirme sur Public Sénat que les délinquants en France ne sont que « des immigrés ou des enfants d’immigrés » et que « si nous avons une délinquance aussi explosive c'est à cause de l'immigration ». La ligue des droits de l'homme et SOS Racisme le poursuivent alors pour « provocation à la discrimination ». Il est relaxé en juillet 2025, les magistrats du tribunal correctionnel de Paris jugeant que les propos reprochés « ne répondent pas aux caractéristiques du délit de provocation à la haine ».

#### Février 2022: plainte pour diffamation
Éric Zemmour comparaît le 12 février 2024 devant le tribunal judiciaire de Paris pour diffamation après avoir comparé plusieurs villes de France à l'Afghanistan le 7 février 2022 sur la radio de France Inter durant la campagne présidentielle de 2022. Il est relaxé le 12 novembre 2024.

### Affaires en cours

#### 2020: plainte pour diffamation publique homophobe
Le 19 février 2020, des organisations de défense des droits LGBT (Mousse, STOP Homophobie et Adheos) portent plainte contre Éric Zemmour pour « diffamation publique homophobe »,. Cette plainte fait suite aux propos tenus par Zemmour sur CNews le 15 octobre 2019 où il accusait notamment les personnes LGBT, « d'avoir la main sur l'État et de l'asservir à [leur] profit » ainsi que de « désagréger la société »,. Il est condamné en septembre 2023 à 4 000 € (4 080,02 €2024) d'amende ainsi qu'à 5 000 € (5 100,03 €2024) de dommages et intérêts ainsi que frais de justice envers les associations portées parties civiles, mais est relaxé en appel en septembre 2024, Stop Homophobie indique se pourvoir en cassation.

#### Printemps 2021: plainte pour diffamation envers une association
L'association L214 porte plainte pour diffamation contre Éric Zemmour pour avoir affirmé que des membres de l'association « taguent les bouchers en les traitant de nazis et en disant que les élevages sont des camps d’extermination d’Auschwitz ».

#### Juin 2021: plainte pour diffamation publique envers une administration publique
Le 25 juin 2021, l'Institut national d'études démographiques (Ined) dépose une plainte pour « diffamation publique envers une administration publique » contre Éric Zemmour pour avoir affirmé sur CNews, le 2 avril précédent, que l'Ined « trafique les chiffres [sur l'immigration] ».

#### Mars 2022: deuxième plainte pour contestation de crime contre l'humanité
En mars 2022, neuf organisations de défense des droits LGBT dont l'Inter-LGBT, STOP Homophobie, SOS Homophobie et Les Oublié·e·s de la Mémoire se constituent partie civile contre Éric Zemmour pour contestation de crime contre l'humanité en réaction à une phrase écrite dans son livre La France n'a pas dit son dernier mot qualifiant la déportation des homosexuels en France de « légende »,. Les organisations se basent sur des recherches historiques réalisées par Arnaud Boulligny, Jean-Luc Schwab et l'historien Frédéric Stroh,,. Lors du procès, Éric Zemmour se fait représenter le 10 juin 2025 par son avocate auprès du tribubal de Paris, le délibéré est prévu au 18 septembre 2025.

#### Mars 2022: procès pour provocation publique à la haine ou à la violence et pour injure publique
En mai 2024, Éric Zemmour est renvoyé devant le tribunal correctionnel de Paris pour ses propos tenus en 2021 sur CNews : « Je n'ai pas dit que tous les Sénégalais sont des trafiquants. J'ai dit tous les trafiquants de cracks sont des Sénégalais ». et pour avoir affirmé sur la même chaîne en mars 2022 que « la plupart des vendeurs de cracks sont Sénégalais clandestins ».

#### Avril 2022: plainte après un démarchage auprès de Français identifiés comme Juifs
Le 12 avril 2022, le parquet de Paris ouvre une enquête préliminaire après une plainte de l'Union des étudiants juifs de France et l'association J'accuse. La plainte vise l'envoi de SMS redirigeant vers un « Message d'Éric Zemmour aux Français de confession juive » à plusieurs milliers de personnes le 8 avril 2022, avant le premier tour de l'élection présidentielle. La CNIL ouvre une enquête pour les mêmes faits.

## Procédures judiciaires intentées par Éric Zemmour

### Procès en diffamation contre le rappeur Youssoupha
En mars 2009, Éric Zemmour porte plainte pour injure et diffamation après la diffusion sur Internet d'une chanson du rappeur Youssoupha dont les paroles incriminées sont : « À force de juger nos gueules, les gens le savent, qu'à la télé souvent les chroniqueurs diabolisent les banlieusards, chaque fois que ça pète on dit qu'c'est nous, j'mets un billet sur la tête de celui qui fera taire ce con d'Éric Zemmour ».
Condamné en première instance en octobre 2011, Youssoupha est relaxé en appel en juin 2012, la cour d'appel de Paris concluant que les propos poursuivis « n'excédaient pas les limites admissibles en matière de liberté d'expression artistique ».

### Procès pour rupture abusive de contrat contre I-Télé
I-Télé, qui a évincé Éric Zemmour de l'émission Ça se dispute en décembre 2014, est condamnée en novembre 2016 à lui verser 50 000 euros pour « rupture abusive du contrat, sans préavis et sans invoquer aucun manquement contractuel ».

### Plaintes pour atteinte à la vie privée
En septembre 2021, Éric Zemmour porte plainte pour atteinte à la vie privée après que Paris Match a mis en une un cliché de lui accompagné de Sarah Knafo. En novembre 2021, après une assignation infructueuse visant à faire interdire un numéro du magazine Closer évoquant la grossesse supposée de Sarah Knafo, il annonce porter plainte contre celui-ci.

### Plainte contre Albin Michel
En 2023, il est débouté de sa plainte contre son ancien éditeur Albin Michel.

## Synthèse des résultats électoraux

### Élection présidentielle
| Année | Parti | Parti | 1er tour  | 1er tour | 1er tour | 1er tour |
| Année | Parti | Parti | Voix      | %        | Rang     | Issue    |
| ----- | ----- | ----- | --------- | -------- | -------- | -------- |
| 2022  |       | REC   | 2 485 226 | 7,07     | 4e       | Battu    |

### Élections législatives
| Année | Parti | Parti | Circonscription | 1er tour | 1er tour | 1er tour | Issue |
| Année | Parti | Parti | Circonscription | Voix     | %        | Rang     | Issue |
| ----- | ----- | ----- | --------------- | -------- | -------- | -------- | ----- |
| 2022  |       | REC   | 4e du Var       | 11 983   | 23,19    | 3e       | Battu |

## Publications

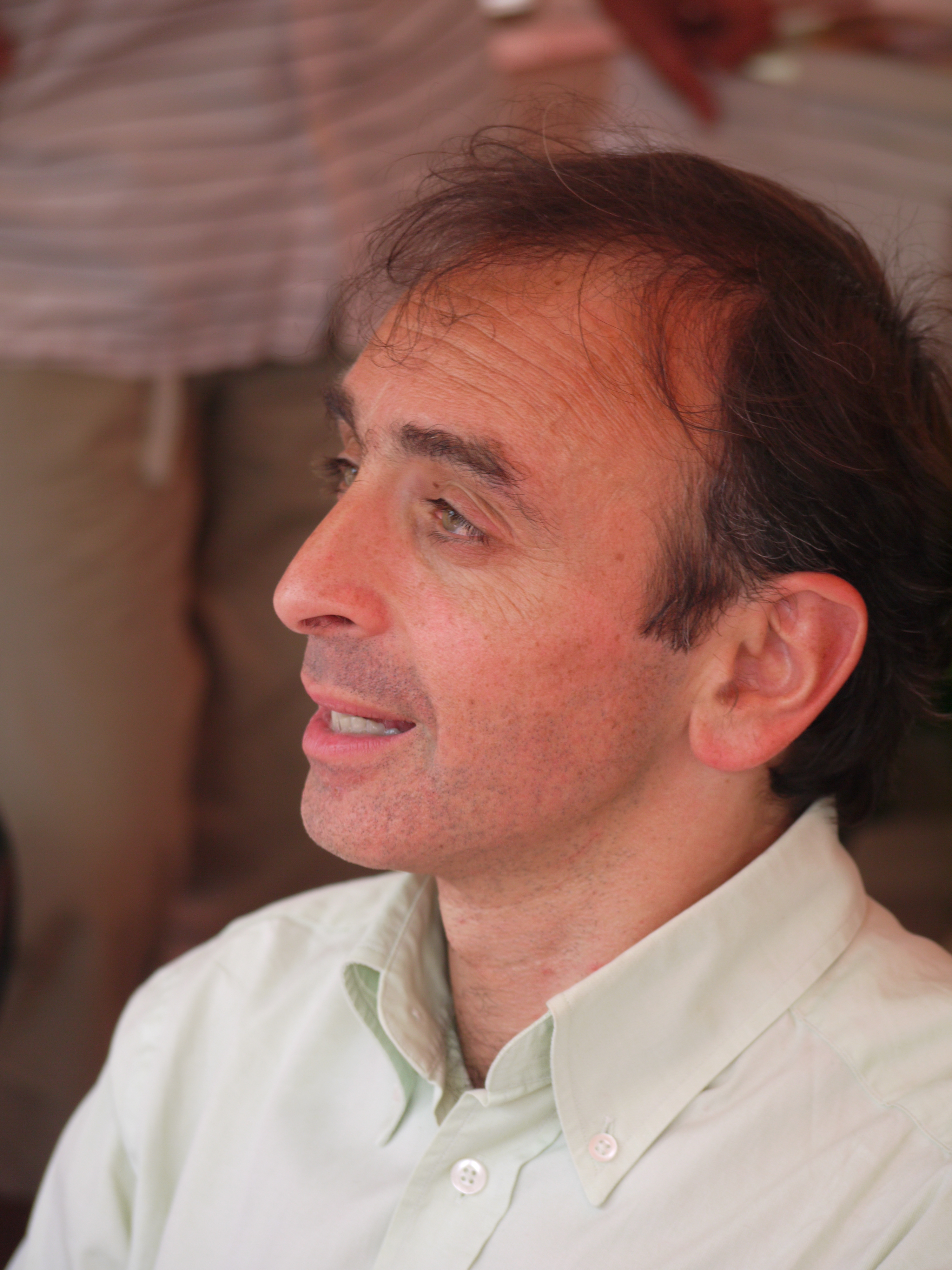
Éric Zemmour à la Comédie du Livre de Montpellier en 2010.

### Essais
- 1995 : Balladur, immobile à grands pas, Paris, Grasset (ISBN 9782246489719).
- 1997 : Le Coup d'État des juges, Paris, Grasset  (ISBN 9782246525516).
- 1998 : Le Livre noir de la droite, Paris, Grasset  (ISBN 9782246562511).
- 1998 : Une certaine idée de la France, collectif, Paris, France-Empire (ISBN 9782704808724).
- 2000 : Les Rats de garde avec Patrick Poivre d'Arvor, Paris, Stock (ISBN 9782234052178).
- 2002 : Chirac, l'homme qui ne s'aimait pas, Paris, Balland (ISBN 9782715814080).
- 2006 : Le Premier Sexe, Paris, Denoël (ISBN 9782207257449) ; rééd. augmentée J'ai lu, 2009.
- 2010 : Mélancolie française, Paris, Fayard/Denoël  (ISBN 9782213654508) ; rééd. Le Livre de poche, 2011.
- 2011 : Z comme Zemmour, Paris, Le Cherche midi (ISBN 9782749118659).
- 2011 : participation à Philippe Muray, Paris, Le Cerf, coll. « Cahiers d'histoire de la philosophie »  (ISBN 978-2204095365).
- 2012 : Le Bûcher des vaniteux, Paris, Albin Michel (ISBN 9782226240248).
- 2013 : Le Bûcher des vaniteux 2, Paris, Albin Michel  (ISBN 9782226245410).
- 2014 : Le Suicide français, Paris, Albin Michel  (ISBN 9782226254757).
- 2016 : Un quinquennat pour rien, Paris, Albin Michel  (ISBN 2226320083).
- 2018 : Destin français, Paris, Albin Michel  (ISBN 9782226320070).
- 2021 : La France n'a pas dit son dernier mot, Paris, Rubempré  (ISBN 9782957930500).
- 2023 : Je n'ai pas dit mon dernier mot, Paris, Rubempré  (ISBN 9782957930524).

### Romans
- 1999 : Le Dandy rouge, Paris, Plon  (ISBN 978-2-259-19058-9).
- 2004 : L'Autre, Paris, Denoël  (ISBN 978-2-207-25496-7).
- 2008 : Petit Frère, Paris, Denoël  (ISBN 978-2-207-25668-8) ; rééd. J'ai lu, 2009.

## Prix littéraires
Éric Zemmour a reçu les prix littéraires suivants :
- le prix du livre incorrect 2010, pour Mélancolie française[35] ;
- le prix Richelieu 2011[491] ;
- le prix Combourg Chateaubriand 2015, pour Le Suicide français[492].

## Fiction et culture populaire

### Littérature
Dans le roman d'anticipation de Frédéric Deslauriers (2011), Les Deux-Cents jours de Marine Le Pen, où Marine Le Pen gagne l'élection présidentielle de 2012, Éric Zemmour devient ministre de la Culture et de la Communication.
Dans le roman d'anticipation Une élection ordinaire, Geoffroy Lejeune imagine qu'Éric Zemmour est élu président de la République en 2017.
Dans la bande dessinée La Présidente, de François Durpaire et Farid Boudjellal, narrant les suites d'une victoire de Marine Le Pen à l'élection présidentielle de 2017, les auteurs imaginent qu'Éric Zemmour devient directeur du journal Le Figaro[réf. souhaitée].
Dans le roman de politique-fiction de Michel Wieviorka, Le Séisme. Marine Le Pen présidente (2016), où cette dernière gagne l'élection présidentielle de 2017, il devient ministre de l'Éducation nationale.

### Internet
Éric Zemmour fait l'objet de nombreux mèmes Internet, notamment un neurchi lui est dédié,,. La page Facebook de son neurchi est devenue un « outil politique » contribuant à rendre Zemmour et ses propositions plus acceptables selon le principe de la fenêtre d'Overton.